# عمارة تنسيق المواقع

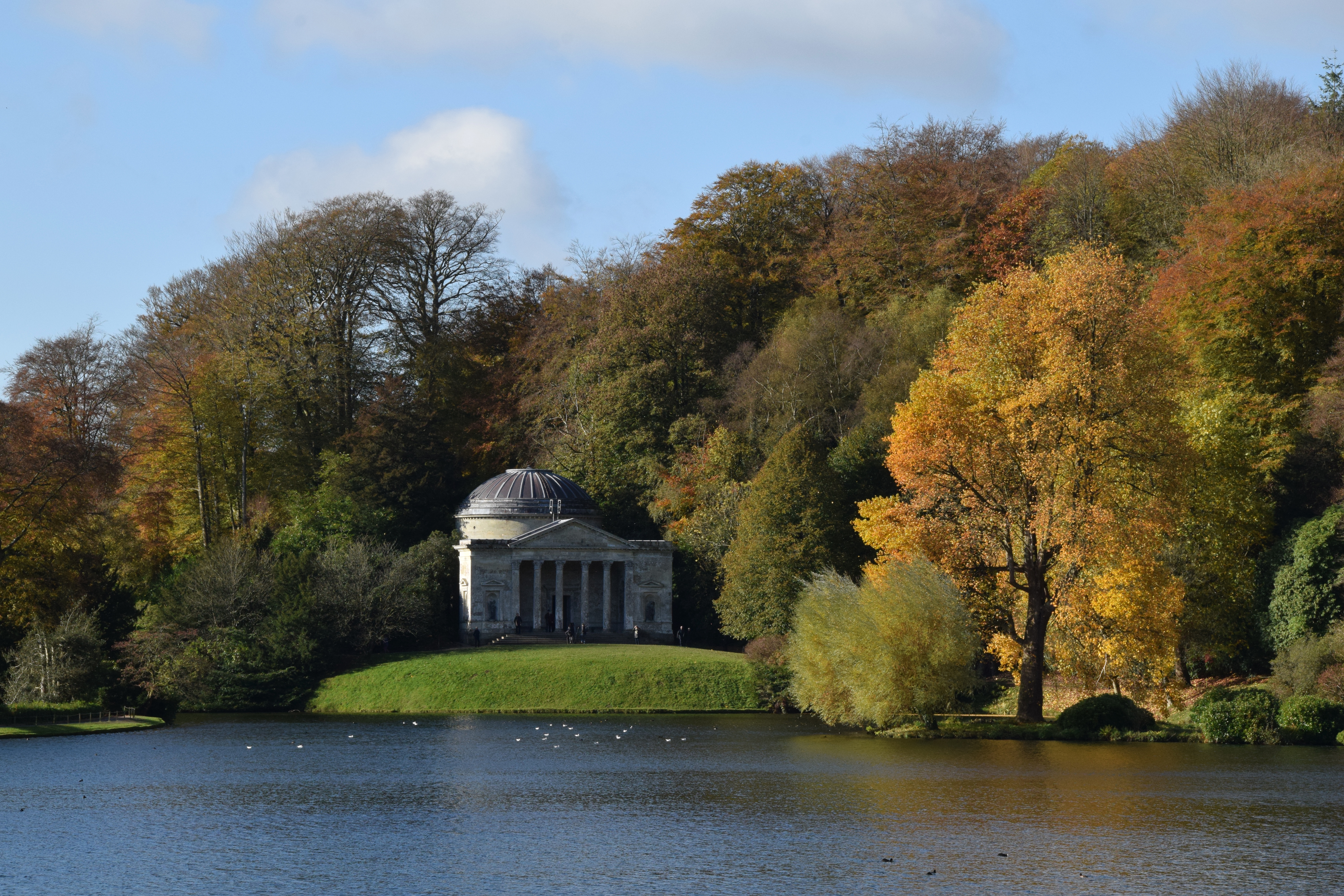
مبنى "ستورهيد" في ويلتشير في إنجلترا صممه «هنري هور» (05-1785)، وهو أول بستاني مناظرَ طبيعيةٍ، وقد أظهر في عملٍ واحدٍ عبقريةً من الدرجة الأولى.

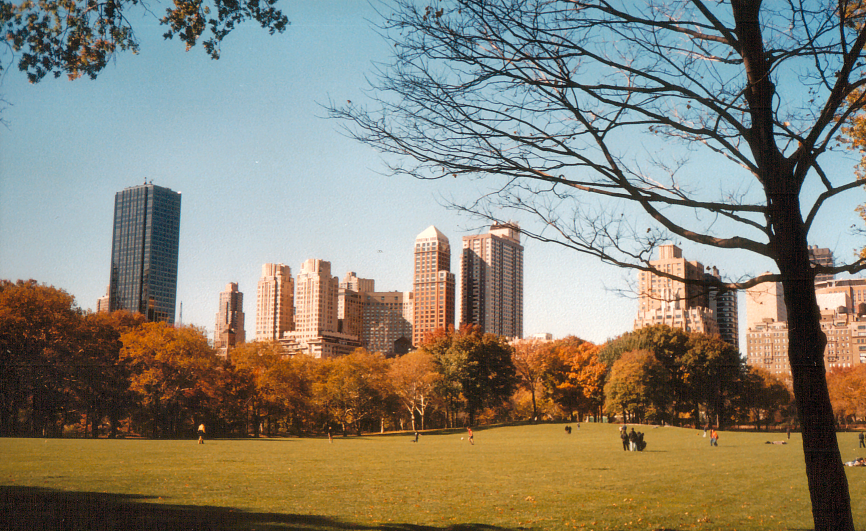
تعد حديقة سنترال بارك في مانهاتن (نيويورك) والتي صممها «فريدريك لو أولمستيد» مثالاً معيارياً لهندسة عمارة البيئة. نوفمبر/تشرين الأول 2001.

عمارة تنسيق المواقع Landscape architecture أو هندسة المناظر الطبيعية، أو عمارة البيئة واحدة من المهن الأكثر حداثةً، وهي تهتم بتصميم الفنون البيئية والممارسات التي تبحث في المناظر الطبيعيةّ وتهتمّ بها.
تعد «عمارة البيئة» ذاتُ جوانبَ قديمةٍ من الناحية المهنية، ولكن بعد انتشار المدن وازدحامها بات الخلل واضحاً إذ أدى الاجتياح العمراني إلى خنق البيئة الطبيعية وأماكن النشاطات الاجتماعية، وحتى إلحاق الضرر بالكائنات الحية والنباتات، مما جعل لتخصص «عمارة البيئة» دوراً مهمّاً في تكوين المدن والمناطق والأحياء الجديدة، بالإضافة لمعالجة المشاكل ذات العلاقة في المناطق الحضرية.
على النطاق الواسع يجد معمار البيئة موقعه ما بين المخطِّط والمعمار حيث يعمل مع المخطط، وبعد ذلك يقوم بالعمل على تجهيز المنطقة بيئياً وتصميم المناطق المفتوحة، وبعد ذلك يأتي دور المعمار الذي عليه أن يتجاوب حينئذٍ مع توصيات معمار البيئة في عمله على تصميم المباني وإنشائها.
تدرجتِ التسميات العربية لهذا التخصص عبر الزمن حتى وصلت إلى «هندسة المناظر الطبيعية»، أو «عمارة البيئة» كاسمٍ شاملٍ لجميع جوانب المجال الوظيفية والبيئية والجمالية، والمهن التي تتداخل في هذا المجال الواسع كثيرة منها الهندسة الزراعية والهندسة المعمارية بالإضافة إلى الهندسية المدنية، ومن يعمل في هذا المجال يسمى معماري بيئي أو Landscape Architect .
وتعني «هندسة المناظر الطبيعية» تصميم المناطق الخارجية والمعالم والهياكل لتحقيق نتائجَ بيئيةٍ، أو سلوكيةٍ اجتماعيةٍ، أو جماليةٍ. وهي تتضمن التصميم المنهجي، والهندسة العامة للهياكل المختلفة للبناء، والاستخدام البشري، والتحقيق في الظروف والعمليات الاجتماعية والبيئية والمتعلقة بالتربة في المناظر الطبيعية، وتصميم التدخلات الأخرى التي ستنتج النتائج المرجوة. يعد نطاق المهنة واسعاً، ويمكن تقسيمه إلى عدة فئاتٍ فرعيةٍ بما في ذلك مهندسو المناظر الطبيعية المحترفون أو المرخصون الذين تنظمهم الوكالات الحكومية، ولديهم الخبرة لتصميم مجموعةٍ واسعةٍ من الهياكل والتشكيلات للاستخدام البشري؛ وتصميم المناظر الطبيعية التي ليست مهنةً مرخصةً؛ وتخطيط الموقع؛ وإدارة مياه الأمطار؛ والسيطرة على تآكل التربة؛ واستعادة البيئة؛ والحدائق والترفيه والتخطيط الحضري؛ وإدارة الموارد المرئية؛ وتخطيط البنية التحتية الخضراء وتوفيرها؛ والتخطيط والتصميم الرئيسيين للمناظر الطبيعية والعقارات الخاصة والإقامة؛ كل ذلك على مستوياتٍ مختلفةٍ من التصميم والتخطيط والإدارة. يمكن تسمية الممارس في مهنة هندسة المناظر الطبيعية بمهندس المناظر الطبيعية، ولكن في الولايات القضائية -التي تتطلب تراخيصَ مهنيةٍ- غالباً ما يكون فقط لأولئك ممّن يحوزون ترخيص «مهندس المناظر الطبيعية» يمكن أن يطلق عليهم مهندسو المناظر الطبيعية.
هدف المهنة يتضمن مجالات مثل:
- تخطيط الموقع (site planning)
- تأهيل بيئي (environmental restoration)
- التخطيط والتصميم الحضري (urban planning, urban design)
- تصميم الحدائق والمنتزهات (design parks)

## تعريف هندسة المناظر الطبيعية
«هندسة المناظر الطبيعية» مجال متعدد الاختصاصات يتضمن جوانب التصميم الحضري، والهندسة المعمارية، والجغرافيا، والبيئة، والهندسة المدنية، والهندسة الإنشائية، والبستنة، وعلم النفس البيئي، والتصميم الصناعي، وعلوم التربة، وعلم النبات، والفنون الجميلة. يمكن أن تتراوح أنشطة «مهندس المناظر الطبيعية» من إنشاء الحدائق العامة والممرات إلى تخطيط المواقع للحرم الجامعي ومجمعات مكاتب الشركات؛ من تصميم المجمعات السكنية إلى تصميم البنى التحتية المدنية؛ من إدارة المناطق البرية الكبيرة إلى استصلاح الأراضي المتدهورة مثل المناجم أو مدافن النفايات. يعمل مهندسو المناظر الطبيعية على الهياكل والمساحات الخارجية في جانب المناظر الطبيعية للتصميم -كبيراً أو صغيراً-، مدينياً وضواحيَ وريفاً، ومع مواد «صلبة» (مبنية) و«ناعمة» (مزروعة)، مع دمج «الاستدامة البيئية». يمكن تقديم المساهمة الأكثر قِيمةً في المرحلة الأولى من المشروع لتوليد الأفكار مع الفهم التقاني والذوق الإبداعي لتصميم المساحات وتنظيمها واستخدامها. يمكن لمهندس المناظر الطبيعية تصور المفهوم العام وإعداد الخطة الرئيسية والتي من خلالهما يجري إعداد رسومات التصميم التفصيلية والمواصفات الفنية، كما يمكنه أيضاً مراجعة مقترحات الترخيص والإشراف على عقود أعمال البناء. تشمل المهارات الأخرى إعداد تقييمات تأثير التصميم، وإجراء التقييمات والمراجعات البيئية، والعمل كشاهدٍ خبيرٍ في الاستفسارات المتعلقة بقضايا استخدام الأراضي. ومن المرجح أن يقضيَ معظم وقته داخل مبنى المكاتب في تصميم وإعداد النماذج للعملاء.

## التعليم
يُطلب من مهندسي المناظر الطبيعية أن يأخذوا من أربعٍ إلى خمس سنواتٍ في الكلية للحصول على شهادةٍ في هذا المجال (MLA) حيث يتعلمون كيفية إنشاء مشاريع من الصفر مثل الزراعة السكنية أو التجارية، وتصميم أماكن المعيشة في الهواء الطلق، وهم على استعدادٍ للعمل مع الآخرين للحصول على نتيجةٍ أفضلَ للعملاء عند تنفيذ المشروع؛ ويتعين عليهم تعلم أساسيات كيفية إنشاء مشروع بطريقةٍ زمنيةٍ، وسيطلبون الحصول على الترخيص الخاص بك في دولةٍ معينةٍ للسماح له بالعمل؛ سيتعلم طلبة هندسة المناظر الطبيعية كيفية التفاعل مع العملاء، وكيفية شرح التصميم من ألفه إلى يائه عند تقديم المشروع النهائي.
جرى تدريس «هندسة المناظر الطبيعية» في جامعة مانشستر منذ الخمسينات. تتيح الدورة في «مدرسة مانشستر للهندسة المعمارية» للطلاب الحصول على درجات البكالوريوس والماجستير المختلفة بما في ذلك MLPM (مع مرتبة الشرف) والتي جرى اعتمادها من قبل «معهد المناظر الطبيعية»، و«المعهد الملكي لتخطيط المدن».

## التاريخ

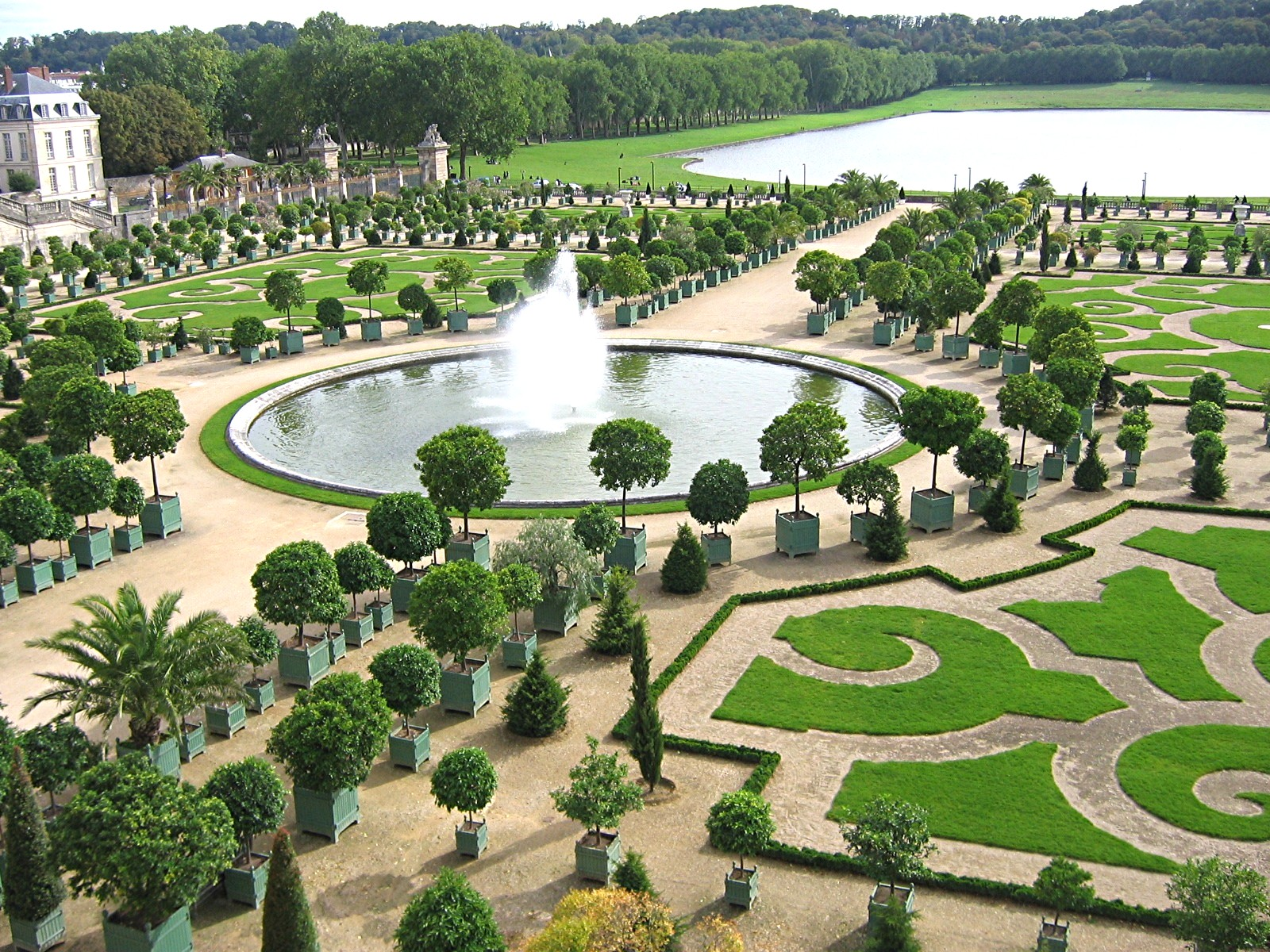
أشجار البرتقال في قصر ڤرساي خارج باريس.

في الفترة التي سلفت على العام 1800 كان تاريخ «زراعة الحدائق» (والتي سميت فيما بعد بهندسة المناظر الطبيعية) هو إلى حدٍّ كبيرٍ تاريخ التخطيط الرئيسي وتصميم الحدائق للمنازل والقصور والممتلكات الملكية والمجمّعات الدينية والمراكز الحكومية. كمثالٍ على ذلك ما قام به «أندريه لو نوتر» من عملٍ مكثفٍ للملك «لويس الرابع عشر» ملك فرنسا في قصر ڤرساي. كان «جوزيف أديسون» أول شخصٍ يكتب عن «إنشاء المناظر الطبيعية» في العام 1712. وقد اخترع «جيلبرت لينج ميسون» Meason مصطلح «هندسة المناظر الطبيعية» في العام 1828، وكان لـ«جون كلوديوس لودون» (1783-1843) دور أساسي في اعتماد مصطلح «هندسة المناظر الطبيعية» من قبل المهنة الحديثة. فقد أخذ المصطلح من «ميسون» ونشره في موسوعاته، وفي العام 1840 في كتابه «"بستنة المناظر الطبيعية وعمارتها في أواخر [عهد] همفري ريبتون"».
انتشرت ممارسة هندسة المناظر الطبيعية من العالم القديم إلى العالم الجديد. استخدم مصطلح «مهندس المناظر الطبيعية» كعنوانٍ احترافيٍّ من قبل «فريدريك لو أولمستيد» في الولايات المتحدة في العام 1863، وكان «أندرو جاكسون داونينج» -وهو مصمم مناظرَ طبيعيةٍ أمريكيٍّ آخرّ- محرراً لمجلة The Horticulturist في الفترة (46-1852)، وأول كتبه في العام 1841 «"أطروحة حول نظرية زراعة الحدائق وممارستها"» مقتبس من أمريكا الشمالية والذي حقق نجاحاً كبيراً؛ وكان أول كتابٍ من نوعه يُنشر في الولايات المتحدة. خلال أواخر القرن التاسع عشر بدأ استخدام مصطلح «مهندس المناظر الطبيعية» من قبل مصممي المناظر الطبيعية المحترفين، وجرى تأسيسه بقوةٍ بعدما أسّس «فريدريك لو أولمستيد جونيور»، و«بياتريكس جونز» (لاحقاً «فارّاند») مع آخرين «الجمعية الأمريكية لمهندسي المناظر الطبيعية» (ASLA) في العام 1899. تأسست IFLA في «كامبريدج» في إنجلترا في العام 1948، وكان أول رئيسٍ لها هو السير «جيفري جيليكو» ممثلةً خمسةَ عشرَ دولةً من أوروبا، وأمريكا الشمالية. وجرى لاحقاً في العام 1978 إنشاء مقر IFLA الرئيسي في ڤرساي.

## مجالات النشاط

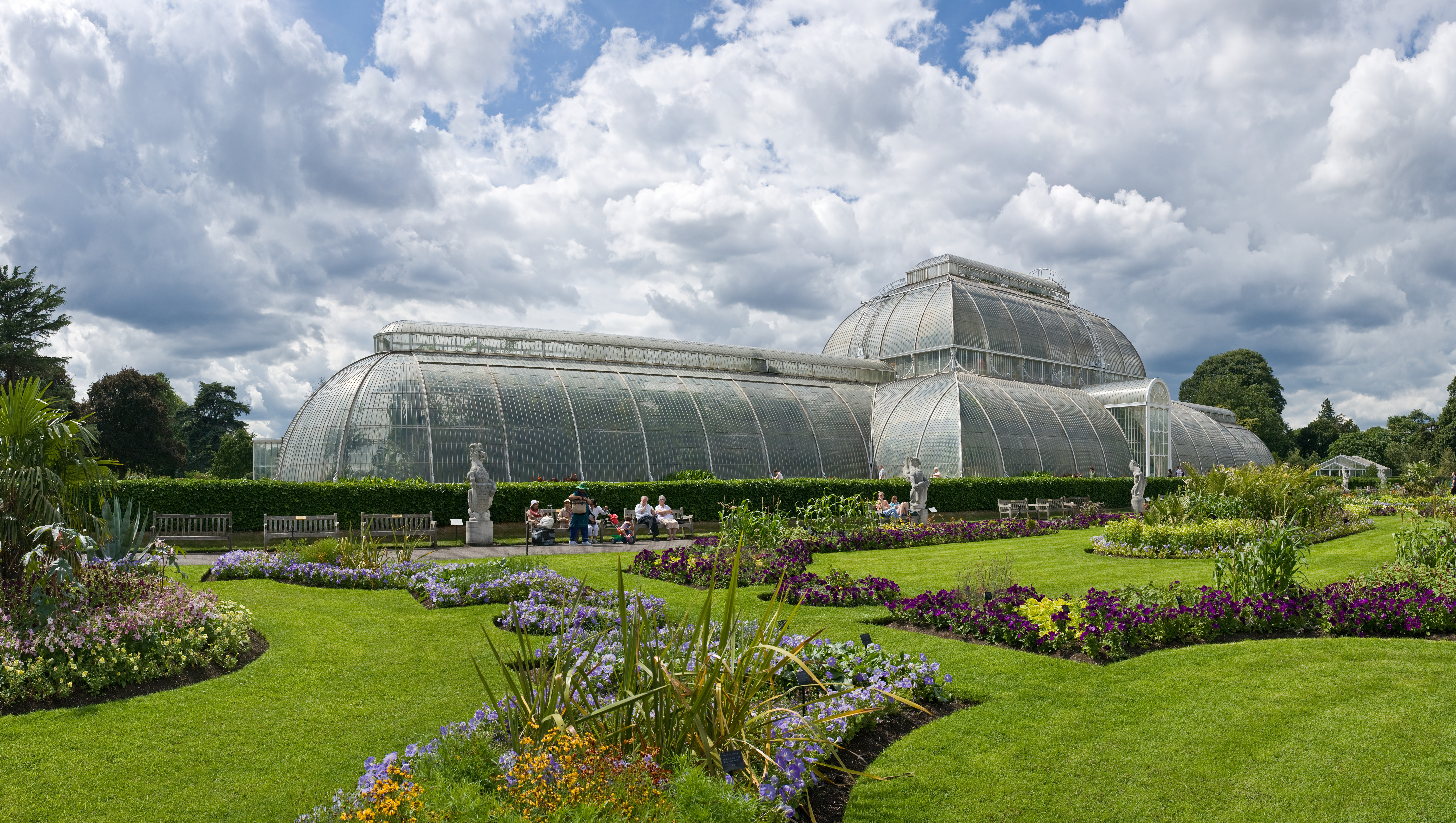
تأسست الحدائق النباتية الملكية في "كيو" في لندن في العام 1759
شُيّد «بيت النخيل» بين العامين 44-1848 من قبل «ريتشارد تورنر» بناءً على تصميمات «ديسيموس بيرتون».

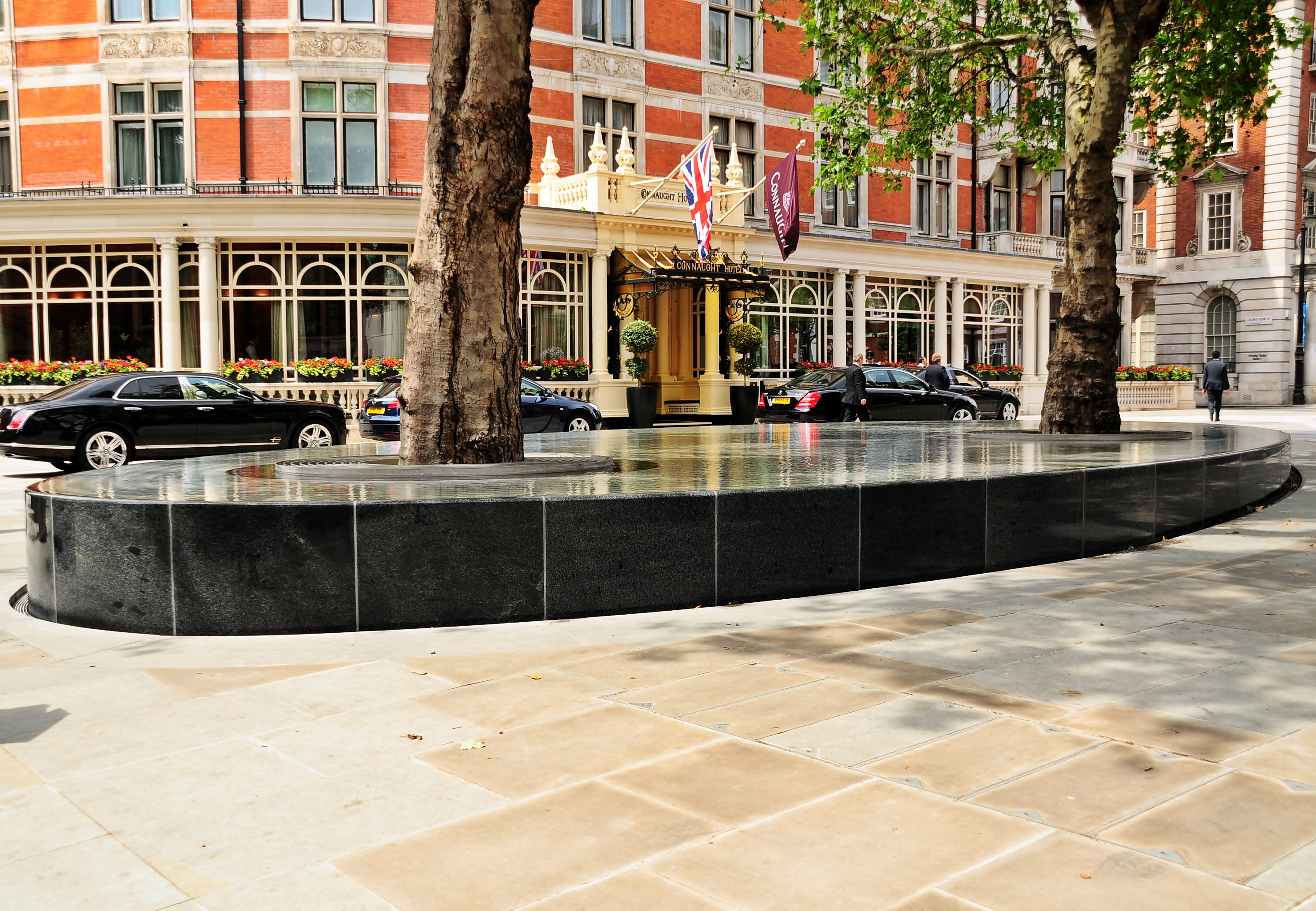
التصميم الحضري في ساحات المدينة. مظهر مائي في لندن بواسطة [المهندس المعمار] تاداو أندو الذي يعمل أيضاً في هندسة المناظر الطبيعية والحدائق.

إن تنوع المهام المهنية التي يتعاون فيها مهندسو المناظر الطبيعية واسع جداً، ولكن بعض الأمثلة عن أنواع المشاريع تشمل:
- حدائق التصميم العام، والبنية التحتية العامة.
- تنمية مستدامة.
- إدارة مياه الأمطار بما في ذلك حدائق الأمطار والأسطح الخضراء، وإعادة تغذية المياه الجوفية، والبنية التحتية الخضراء، والأراضي الرطبة المبنية.
- تصميم المناظر الطبيعية للوظيفة التعليمية، وتصميم الموقع للمؤسسات العامة والمرافق الحكومية.
- المتنزهات، والحدائق النباتية، والمشاتل، والطرق الخضراء، والمحميات الطبيعية.
- المرافق الترفيهية مثل أرضيات الملاعب، وملاعب الجولف، ومسائل المتنزهات، والمرافق الرياضية.
- حدائق المناطق السكنية، والمجمعات الصناعية، والتطويرات التجارية.
- تخطيط المناظر الطبيعية العقارية، والإسكانية وتصميمها.
- المناظر الطبيعية على الطرق السريعة، وإنشاءات النقل، والجسور، وممرات العبور.
- إسهامات في التصميم الحضري، وساحات المدن والبلدات، والواجهات المائية، ومخططات المشاة.
- الحدائق الطبيعية، والوجهات السياحية، وإعادة إنشاء المناظر الطبيعية التاريخية، وتقييمات الحدائق التاريخية، ودراسات الحفاظ عليها.
- استصلاح الخزانات، والسدود، ومحطات الطاقة، وتطبيقات الصناعات الاستخراجية أو المشاريع الصناعية الكبرى، والتخفيف من حدتها.
- التقييم البيئي، وتقييم المناظر الطبيعية، وتقديم المشورة التخطيطية، ومقترحات إدارة الأراضي.
- التطويرات الساحلية والشاطئية، والتخفيف من آثارها.
- التصميم البيئي (أيّما جانبٍ من جوانب التصميم يقلل من الآثار المدمرة بيئياً من خلال دمج نفسه مع الإجراءات الطبيعية والاستدامة).

يستخدم مديرو المناظر الطبيعية معرفتهم بعمليات المناظر الطبيعية لتقديم المشورة بشأن رعاية المناظر الطبيعية وتطويرها على المدى الطويل. وغالباً ما يعملون في مجال الغابات والحفاظ على الطبيعة والزراعة.
يمتلك علماء المناظر الطبيعية مهاراتٍ متخصصةٍ مثل علوم التربة، أو الهيدرولوجيا، أو الجيومورفولوجيا، أو علم النبات والتي تتعلق بالمشاكل العملية لعمل المناظر الطبيعية. يمكن أن تتراوح مشاريعهم من مسوحات الموقع إلى التقييم البيئي لمناطقَ واسعةٍ لأغراض التخطيط أو الإدارة. يمكنهم كذلك الإبلاغ عن تأثير التنمية أو أهمية أنواعٍ معينةٍ في منطقةٍ معينةٍ.
يهتم مخططو المناظر الطبيعية بتخطيط المناظر الطبيعية للموقع والجوانب ذات المناظر الخلابة والبيئية والترفيهية لاستخدام الأراضي الحضرية والريفية والساحلية. يتجسد عملهم في بياناتٍ مكتوبةٍ للسياسة والاستراتيجية، وتشمل مهامهم التخطيط الرئيسي للتطورات الجديدة، وتقييمات المناظر الطبيعية، وإعداد خطط إدارة الريف أو السياسات. قد يطبق البعض أيضاً تخصصاً إضافياً مثل علم آثار المناظر الطبيعية أو القانون لعملية تخطيط المناظر الطبيعية.
يقوم مصممو الأسطح الخضراء (أو بشكلٍ أكثرَ تحديداً، الأسطح النباتية) بتصميم حدائق أسقفٍ واسعةٍ ومكثفةٍ لإدارة مياه الأمطار، والتبريد التبخيري، والهندسة المعمارية المستدامة، والجماليات، وإنشاء الموائل. الحدائق العلاجية/الاستشفائية هي أيضاً جزء من حدائق الأسطح. أثبتت هذه الأنواع من الحدائق أنها تساعد في تقليل التوتر والقلق وحتى مساعدة مرضى المستشفى على التعافي بشكلٍ أسرعَ. لطالما كانت النباتات مركزاً لتصميم المناظر الطبيعية، والآن مع هذه الأنواع من الحدائق، فهي دليل على أن الطبيعة جزء حيوي من رفاهية البشر. تزايدتِ الحاجة والاهتمام بالحدائق العلاجية في السنوات الأخيرة بشكلٍ متزايدٍ. كان الموضوع غير معروفٍ على نطاقٍ واسعٍ، وكان السبب الرئيسي في ذلك هو عدم وجود شيءٍ مكتوبٍ حول الموضوع، أما في الآونة الأخيرة فقد أجريَ الكثير من البحث ونُشر حول هذا الموضوع، ونتيجةً لذلك ازداد الاهتمام بالحدائق العلاجية.

## علاقتها بالتخطيط العمراني

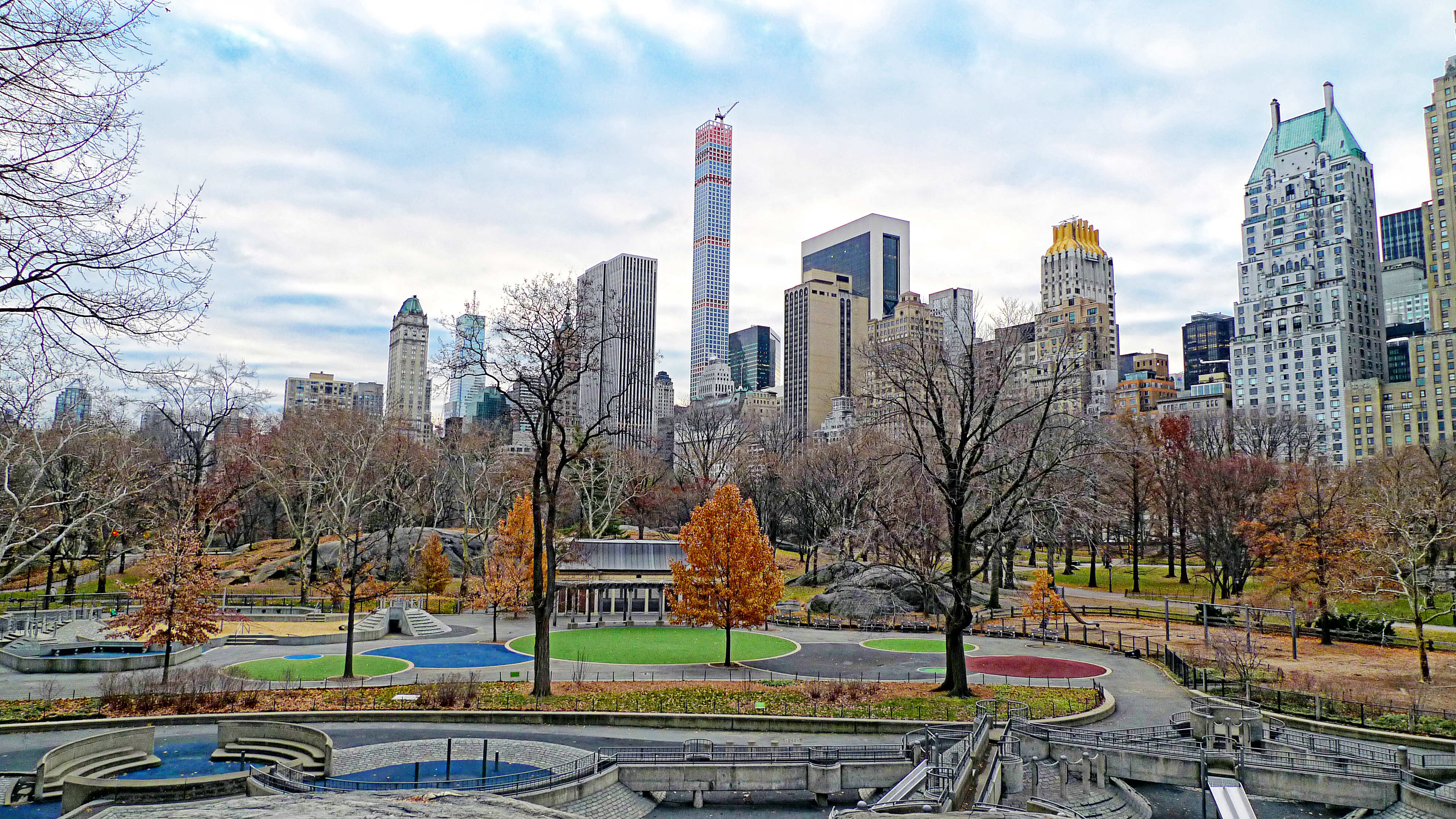
أعطى الجمع ما بين مجاليْ "البستنة التقليدية" و"تخطيط المدن" الناشئ وقتها لـ"هندسة المناظر الطبيعية" تركيزها الفريد. استخدم "فريدريك لو أولمسْتِد" Law Olmsted مصطلح "هندسة المناظر الطبيعية" مستعملاً الكلمة بوصفها مهنةً لأول مرةٍ عند تصميمه "سنترال بارك".

أثناء القرن التاسع عشر أضحى التخطيط الحضري نقطةً محوريةً وقضيةً مركزيةً في المدن. أتاح الجمع بين تقليد بستنة المناظر الطبيعية Landscape gardening ومجال التخطيط الحضري urban Planning الناشئ لـ«هندسة المناظر الطبيعية» فرصةً لتلبية هذه الاحتياجات. في النصف الأخير من القرن أكمل «فريدريك لو أولمستيد» سلسلةً من الحدائق التي لا يزال لها تأثير كبير على ممارسات «هندسة المناظر الطبيعية» اليوم، من بينها «سنترال بارك» في مانهاتن في مدينة نيويورك، وبروسبكت بارك في بروكلين في نيويورك أيضاً، و«نظام متنزه قلادة إميرالد» في بوسطن. صمم «جنس جينسن» حدائقَ حضريةً وإقليميةً متطورةً وطبيعيةً لـشيكاغو في إلينوي، وعقاراتٍ خاصةٍ لعائلة فورد بما في ذلك فير لين و«نقطة المشعوذ». كانت «بياتريكس فارّاند» واحدةً من الأعضاء الأحد عشر المؤسسين الأصليين للجمعية الأمريكية لمهندسي المناظر الطبيعية (ASLA) والمرأة الوحيدة فيها. كانت مستشارة تصميمٍ لأكثر من ثِنتيْ عشرة جامعةً بما في ذلك جامعة برينستون في برينستون في نيو جيرسي؛ وييل في نيو هافن في كونيكتيكت؛ و«مشتل أرنولد» لـجامعة هارفارد في بوسطن في ماساتشوستس. وتشمل مشاريعها العقارية الخاصة العديدة مَعْلم «دومبارتون أوكس» في حي «جورج تاون» بالقرب من واشنطن العاصمة. منذ ذلك الوقت قام مهندسون معماريون آخرون -أبرزهم «روث هيني» و«ألدن هوبكنز»- بتغيير بعض عناصر تصميم فاراند.
منذ تلك الحقبة شهد تطور «التخطيط الحضري» إلى مهنةٍ مستقلةٍ منفصلةٍ تضم إسهاماتٍ مهمةً من مجالاتٍ أخرى مثل «الهندسة المدنية» و«الهندسة المعمارية» و«الإدارة العامة». إن المخططين الحضريين مؤهلون لأداء مهامَّ مستقلةٍ عن مهندسي المناظر الطبيعية، وبشكلٍ عامٍّ فإن مناهج برامج «هندسة المناظر الطبيعية» لا تعد الطلبة كي يصبحوا مخططين حضريين.
تيستمر «هندسة المناظر الطبيعية» في التطور كنظام تصميمٍ، والاستجابة للحركات المختلفة في الهندسة المعمارية والتصميم، خلال القرنين العشرين والحادي والعشرين. كان «توماس تشيرش» مهندساً مهمّاً في المهنة للمناظر الطبيعية في منتصف القرن. قام «روبرتو بيرل ماركس» في البرازيل بدمج النمط الدولي والنباتات والثقافة البرازيلية الأصلية للحصول على جماليةٍ جديدةٍ. يستمر الابتكار اليوم في حل المشكلات الصعبة مع حلول التصميم المعاصرة للتخطيط الرئيسي والمناظر الطبيعية والحدائق.
اشتهر «إيان ماكارج» بإدخال الاهتمامات البيئية في هندسة المناظر الطبيعية. قام بنشر نظامٍ لتحليل طبقات الموقع من أجل تكوين فهمٍ كاملٍ للسمات النوعية للمكان، وقد أضحى هذا النظام أساس أنظمة المعلومات الجغرافية (GIS) اليوم. سيعطي ماكهارج كل جانبٍ نوعيٍّ للموقع طبقةً مثل التاريخ، والهيدرولوجيا، والتضاريس، والغطاء النباتي، وما إلى ذلك. يجري استخدام برنامج نظم المعلومات الجغرافية في كل مكانٍ في مهنة «هندسة المناظر الطبيعية» اليومَ لتحليل المواد الموجودة على سطح الأرض وضمنه، ويستخدم بالمثل من قبل المخططين الحضريين، والجغرافيين، والمتخصصين في الغابات والموارد الطبيعية... إلخ.

## المهنة
في العديد من البلدان يوجد معهد مهني يضم أعضاءً من المجتمع المهني من أجل حماية مكانة المهنة وتعزيز مصالحها، وفي بعض الأحيان لتنظيم ممارسة مهنة «هندسة المناظر الطبيعية». يختلف معيار اللوائح القانونية التي تحكم ممارسة «هندسة المناظر الطبيعية» وقوتها من دولةٍ إلى أخرى إذ يتطلب بعضها ترخيصاً بغية الممارسة، وبعضها لديه القليل من التنظيم، أو ربما لا يوجد تنظيم على الإطلاق. في أوروبا، وأمريكا الشمالية، وأجزاءٍ من أمريكا الجنوبية، وأستراليا، والهند، ونيوزيلندا تعد هندسة المناظر الطبيعية مهنةً منظمةً.

### الأرجنتين
منذ العام 1889 ومع وصول المهندس المعمار ومصمم الحدائق الحضرية الفرنسي «كارلوس تايس» -والذي أوصى بإعادة إنشاء حدائق العاصمة الوطنية والحدائق العامة- جرى دمج برنامج تأهيل وتدريب في تنسيق الحدائق والذي أضحى في النهاية مهنةً منظمةً. حالياً تعتبر المؤسسة الأكاديمية الرائدة هي جامعة UBA في بوينس آيرس (كلية الهندسة المعمارية والتصميم والعمران) (بالإسبانية: UBA Facultad de Arquitectura، Diseño y Urbanismo) وهي تقدم درجة الإجازة (بالإنجليزية: Bacherlor) في تصميم وتخطيط المناظر الطبيعية الحضرية، أما تنظيم المهنة نفسِها فتتولاه «الوزارة الوطنية للتخطيط الحضري» في الأرجنتين و«معهد حديقة النباتات» في بوينس آيرس.

### أستراليا
يوفر «المعهد الأسترالي لمهندسي المناظر الطبيعية» (AILA) الاعتماد للشهادات الجامعية والتسجيل المهني غير القانوني لمهندسي المناظر الطبيعية، وبمجرد التعرف عليها من قبل AILA يستخدم المهندسون المغتمدون لقب «مهندس المناظر الطبيعية المسجل» عبر الولايات والأقاليم الست في أستراليا.
إن نظامَ AILA للاعتراف المهني نظامٌ وطنيٌّ يُشرف عليه مكتب AILA الرئيسي في كانبرا، وللتقدم بطلبٍ للحصول على تسجيل AILA يحتاج مقدم الطلب عادةً إلى تلبية عددٍ من المتطلبات المسبقة بما في ذلك التأهيل الجامعي، وعدة سنواتٍ من الممارسة على الأقل، وسجلٍّ من الخبرة المهنية.
تغطي «هندسة المناظر الطبيعية» في أستراليا مجموعةً واسعةً من التخطيط والتصميم والإدارة والبحث تتراوح من خدمات التصميم المتخصصة للتطويرات الحكومية والقطاع الخاص إلى المشورة المهنية المتخصصة كشاهدٍ خبيرٍ.

### كندا
في كندا تعتبر «هندسة المناظر الطبيعية» مثل القانون والطب مهنةً ذاتية التنظيم طبقاً لقانون المقاطعة. على سبيل المثال تخضع المهنة في أونتاريو إلى «جمعية أونتاريو لمهندسي المناظر الطبيعية» وفقاً لقانون جمعية أونتاريو لمهندسي المناظر الطبيعية. يتوجب على مهندسي المناظر الطبيعية في كلٍّ من أونتاريو، وكولومبيا البريطانية، وألبرتا إكمال المكونات المحددة لـ L.A.R.E (اختبار تسجيل هندسة المناظر الطبيعية) كشرطٍ أساسيٍّ للحصول على مكانةٍ مهنيةٍ كاملةٍ.
الهيئات التنظيمية الإقليمية أعضاء في منظمةٍ وطنيةٍ وهي «الجمعية الكندية لمهندسي المناظر الطبيعية» (بالفرنسية: L'Ass Association des Architectes Paysagistes du Canada) (CSLA-AAPC)، والتي يجري الحصول على العضوية الفردية فيها من خلال الانضمام إلى أحد مكوناتها الإقليمية أو المناطقية.

### إندونيسيا
«الجمعية الإندونيسية لمهندسي المناظر الطبيعية» ISLA هي الجمعية الإندونيسية لمهندسي المناظر الطبيعية المحترفين، والتي تشكلت في 4 فبراير/شباط من العام 1978، وهي عضو في كلٍّ IFLA APR، وIFLA World «الاتحاد الدولي لمهندسي المناظر الطبيعية»، والهدف الرئيسي هو زيادة مكانة الأعضاء المحترفين من مهندسي المناظر الطبيعية من خلال زيادة دور نشاطهم في خدمة المجتمع والتنمية الوطنية والدولية. تتكون إدارة IALI من مسؤولين وطنيين (على مستوى الدولة) مدعومين من قبل عشرين من المسؤولين الإقليميين (على مستوى المقاطعة) وثلاثة مديري فروع على مستوى المدينة في جميع أنحاء إندونيسيا.
يجري تعليم «هندسة المناظر الطبيعية» في إندونيسيا في ثماني عشرة جامعةٍ، والتي تُخرّج D3 [معهد متوسط] وخريجي بكالوريوس وماجستير. دُمج تعليم هندسة المناظر الطبيعية في رابطة تعليم هندسة المناظر الطبيعية الإندونيسية.

### إيطاليا
«الجمعية الإيطالية لمهندسي المناظر الطبيعية المحترفين» (بالإيطالية: Associazione Italiana Architettura del Paesaggio) AIAPP والتي تأسست في العام 1950، وهي عضو في «اتحاد مهندسي المناظر الطبيعية» IFLA وIFLA Europe (التي كانت معروفةً سابقاً باسم EFLA). تعمل AIAPP على الطعن في هذا القانون الجديد الذي منح «جمعية المهندسين المعماريين» اللقب الجديد للمهندسين المعماريين ومهندسي المناظر الطبيعية والمخططين والمحافظين سواءً حصلوا على تدريبٍ أو خبرةٍ أم لا في أيٍّ من هذه المجالات وذلك بخلاف الهندسة المعمارية. في إيطاليا هناك العديد من المهن المختلفة التي تعمل في هندسة المناظر الطبيعية:
- المهندسون المعماريون
- مصممو تنسيق الحدائق
- طبيب مهندسين زراعيين للمناظر الطبيعية، ودكتور غابات المناظر الطبيعية، وهم غالباً ما يطلق عليهم مهندسو المناظر الطبيعية.
- خبراء زراعيون وخبراء زراعيون متخرجون.

### نيوزيلندا
«المعهد النيوزيلندي لمهندسي المناظر الطبيعية» (NZILA) هو الهيئة المهنية لمهندسي المناظر الطبيعية في نيوزيلندا.
في أبريل/نيسان من العام 2013 استضافت NZILA بالاشتراك مع AILA المؤتمر العالمي الخمسين للاتحاد الدولي لمهندسي المناظر الطبيعية (IFLA) في أوكلاند في نيوزيلندا، وهو مؤتمر دولي يلتقي فيه مهندسو المناظر الطبيعية من جميع أنحاء العالم لتبادل الأفكار حول موضوعٍ معينٍ.
داخل نيوزيلندا يمكن لأعضاء NZILA عندما يحققون مركزهم المهني استخدام اللقب «مهندس مناظر طبيعية مسجل في NZILA».
توفر NZILA سياسة تعليم، وعملية اعتماد لمراجعة موفري برامج التعليم. توجد حالياً ثلاثة برامجَ معتمدةٍ في «هندسة المناظر الطبيعية» للطلبة الجامعيين في نيوزيلندا، كما لدى جامعة لينكولن أيضاً برامج ماجستير معتمدةٍ في «هندسة المناظر الطبيعية».

### النرويج
جرى إنشاء «هندسة المناظر الطبيعية» في النرويج في العام 1919 في «الجامعة النرويجية لعلوم الحياة» (NMBU) في Ås. تعتبر «المدرسة النرويجية لهندسة المناظر الطبيعية» في «كلية المناظر الطبيعية والمجتمع» مسؤولةً عن أقدم تعليمٍ في «هندسة المناظر الطبيعية» في أوروبا على المستوى الأكاديمي. تشمل مجالات الأقسام التصميم وتصميم المدن والأماكن، وتاريخ فن الحدائق، وهندسة المناظر الطبيعية، والمساحات الخضراء، وتخطيط المنطقة، وتطوير الموقع، وصنع المكان، وحفظ المكان.

### جنوب أفريقيا
في مايو/أيار من العام 1962 أسس «جوان بيم»، و«آن سوتون»، و«بيتر ليوتشر»، و«رويلف بوتا» (وهم يعتبرون أسلاف المهنة في جنوب إفريقيا) «معهد مهندسي المناظر الطبيعية» المعروف الآن باسم «معهد هندسة المناظر الطبيعية في جنوب إفريقيا» (ILASA). إن ILASA منظمة تطوعية مسجلة لدى «مجلس جنوب إفريقيا» لمهنة هندسة المناظر الطبيعية (SACLAP). وتتكون من ثلاث هيئاتٍ إقليميةٍ، وهي Gauteng، وKwaZula-Natal، وWestern Cape. تتمثل مهمة ILASA في النهوض بمهنة «هندسة المناظر الطبيعية»، ودعم معاييرَ عاليةٍ من الخدمة المهنية لأعضائها، وتمثيل مهنة «هندسة المناظر الطبيعية» في أي مسألةٍ قد تؤثر على مصالح أعضاء المعهد. تمثل ILASA عضوية البلاد في «الاتحاد الدولي لمهندسي المناظر الطبيعية» (IFLA).
في جنوب إفريقيا يجري تنظيم المهنة من قبل SACLAP التي أنشئت كمجلسٍ قانونيٍّ بموجب القسم 2 من «قانون مهنة هندسة المناظر الطبيعية» في جنوب إفريقيا - القانون 45 للعام 2000. تطور المجلس من مجلس التحكم لمهندسي المناظر الطبيعية (BOCLASA)، والذي عمل تحت إشراف «مجلس المهندسين المعماريين» من ناحية «قانون الهندسة المعمارية» - القانون 73 للعام 1970. تتمثل مهمة SACLAP في إنشاء وتوجيه ودعم وضمان مستوىً عالٍ من المسؤوليات المهنية والسلوك الأخلاقي في فن وعلم عمارة المناظر الطبيعية بصدقٍ وكرامةٍ وتكاملٍ في المصلحة العامة لصحة وسلامة ورفاهية المجتمع.
بعد الانتهاء من مؤهلٍ جامعيٍّ معتمَد و/أو دراسات عليا في «هندسة المناظر الطبيعية» إما في جامعة كيب تاون، أو جامعة بريتوريا، أو تقانة (تكنولوجيا) المناظر الطبيعية في جامعة «كيب بينينسولا» للتقانة يجري الحصول على التسجيل المهني عن طريق إرشادٍ إلزاميٍّ لفترة الترشح (سنتان على الأقل)، ودخول امتحان التسجيل المهني. بعد اجتياز الامتحان بنجاحٍ يُلقب المرء بدرجة «مهندس المناظر الطبيعية المحترف»، أو تقاني المناظر الطبيعية المحترف.

### المملكة المتحدة
الهيئة المهنية في المملكة المتحدة هي «معهد المناظر الطبيعية» Landscape Institute (LI)، وهي هيئة مستأجرة تعتمد محترفي المناظر الطبيعية والدورات الجامعية. يوجد حالياً خمسة عشر برنامجاً معتمداً في المملكة المتحدة، وعضوية LI متاحة للطلاب والأكاديميين والمهنيين، وهناك أكثر من 3000 عضو مؤهل مهنياً.
يقدم المعهد خدماتٍ لمساعدة الأعضاء بما في ذلك دعم وتعزيز عمل مهندسي المناظر الطبيعية؛ ومعلومات وإرشادات للجمهور والصناعة حول الخبرة المحددة التي يقدمها أولئك العاملون في المهنة؛ ونصائحَ تدريبيةٍ وتعليميةٍ للطلاب والمهنيين الذين يتطلعون إلى البناء على خبراتهم.
في العام 2008 أطلق معهد LI حملة توظيفٍ كبيرةٍ بعنوان «أريد أن أصبح مهندساً للمناظر الطبيعية» لتشجيع دراسة «هندسة المناظر الطبيعية». هدفتِ الحملة إلى إبراز أهمية «هندسة المناظر الطبيعية»، وإبراز دورها القيم في بناء مجتمعاتٍ مستَدامةٍ، ومكافحة تغير المناخ.
ابتداءً من يوليو/تموز من العام 2018 جرى استبدال بمبادرة «أريد أن أصبح مهندساً للمناظر الطبيعية» بحملة وظائفَ جديدةٍ تماماً بعنوان ChooseLandscape، والتي تهدف إلى زيادة الوعي بالمناظر الطبيعية كمهنةٍ؛ وتحسين وزيادة الوصول إلى تعليم المناظر الطبيعية؛ وإلهام الشباب لاختيار المناظر الطبيعية كمهنةٍ. تتضمن هذه الحملة الجديدة المهنَ الأخرى المتعلقة بالمناظر الطبيعية مثل إدارة المناظر الطبيعية، وتخطيط المناظر الطبيعية، وعلوم المناظر الطبيعية، والتصميم الحضري.

### الولايات المتحدة الأمريكية
في الولايات المتحدة يجري تنظيم «هندسة المناظر الطبيعية» من قبل حكومات الولايات الفردية. بالنسبة لمهندس المناظر الطبيعية يتطلب الحصول على الترخيص تعليماً متقدماً وخبرةً عمليةً، بالإضافة إلى اجتياز الامتحان الوطني المسمى «اختبار تسجيل مهندس المناظر الطبيعية» (L.A.R.E.). تتطلب العديد من الولايات اجتياز امتحان الدولة أيضاً. في الولايات المتحدة يُشرف على الترخيص على مستوى الولاية وعلى المستوى الوطني من قبل مجلس لجان تسجيل هندسة المناظر الطبيعية (CLARB). تُحدد «هندسة المناظر الطبيعية» على أنها مهنة نمو فوق المتوسط من قبل «مكتب الولايات المتحدة لإحصاءات العمل» وقد أدرجت في «قائمة تقرير العالم والأخبار» لأفضل الوظائف المتاحة في الأعوام 2006، و2007، و2008، و2009، و2010. الرابطة التجارية الوطنية لمهندسي المناظر الطبيعية في الولايات المتحدة هي الجمعية الأمريكية لمهندسي المناظر الطبيعية. يُعرف «فريدريك لو أولمستيد» الذي صمم «سنترال بارك» في مدينة نيويورك باسم «أبي هندسة المناظر الطبيعية الأمريكية».

## أمثلة

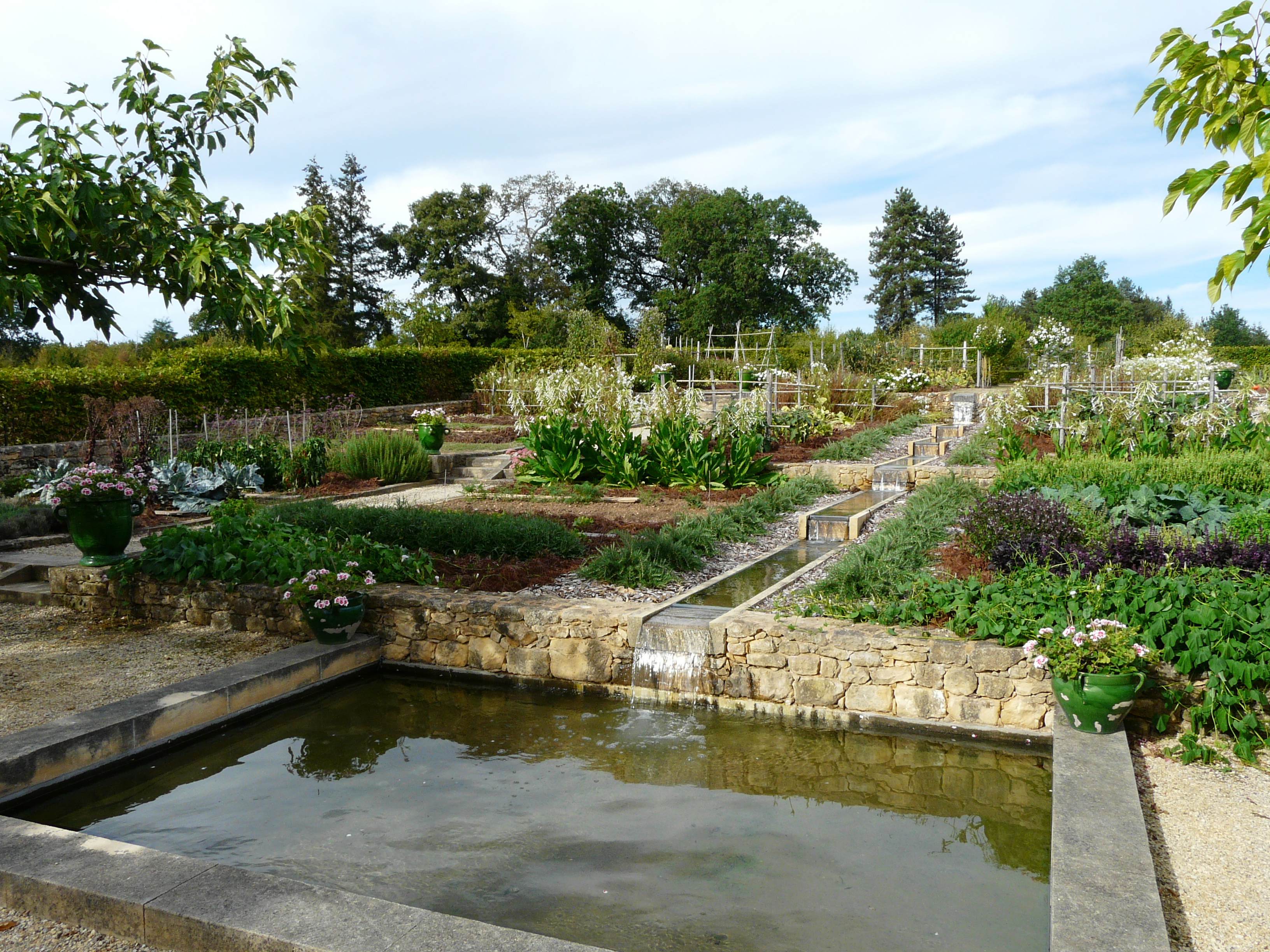
حصة حديقة في "دوردون" في فرنسا.
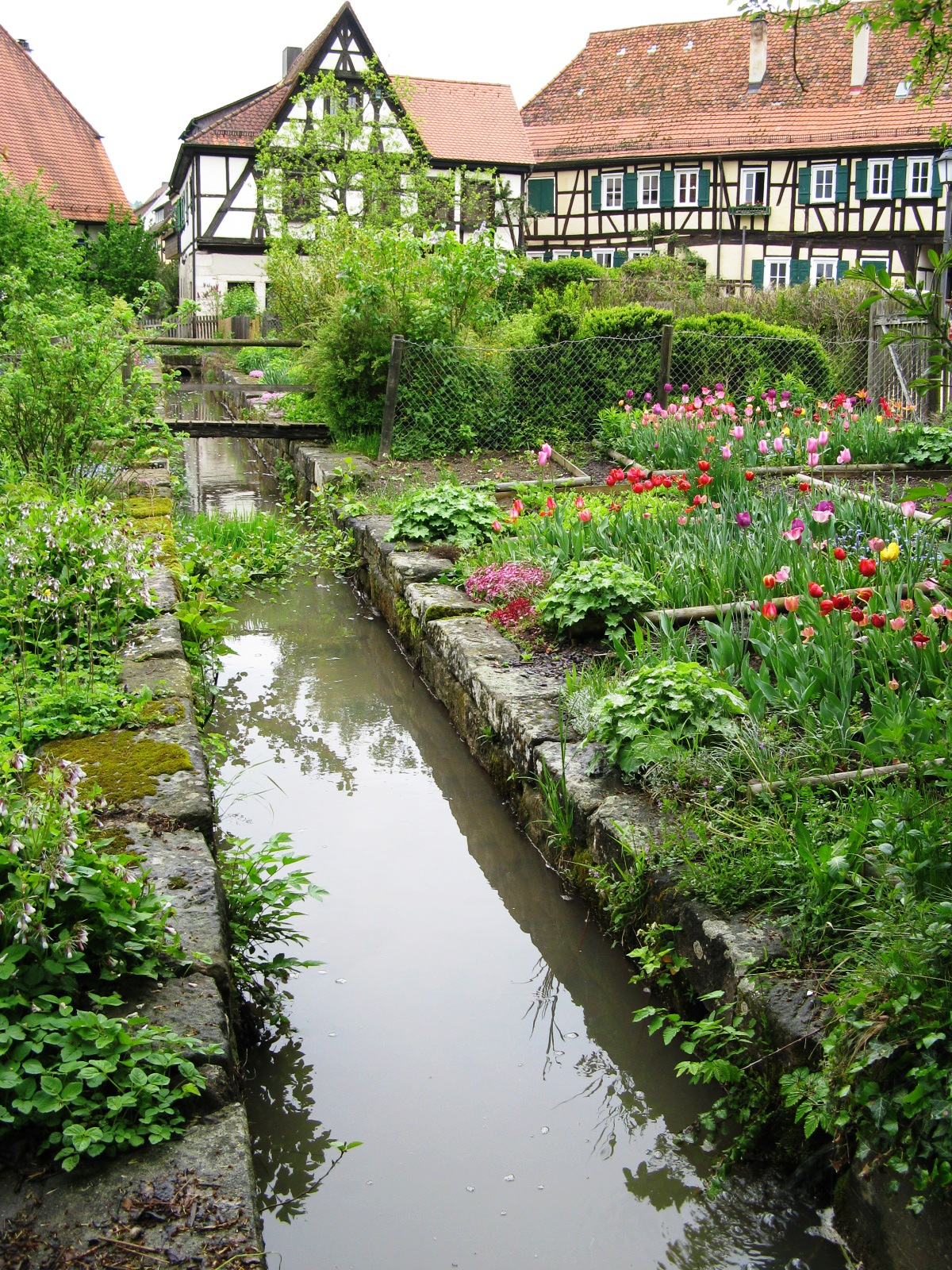
حديقة الدير في "ببنهاوزن آبي" في ولاية بادن ڤورتمبرغ، ألمانيا.
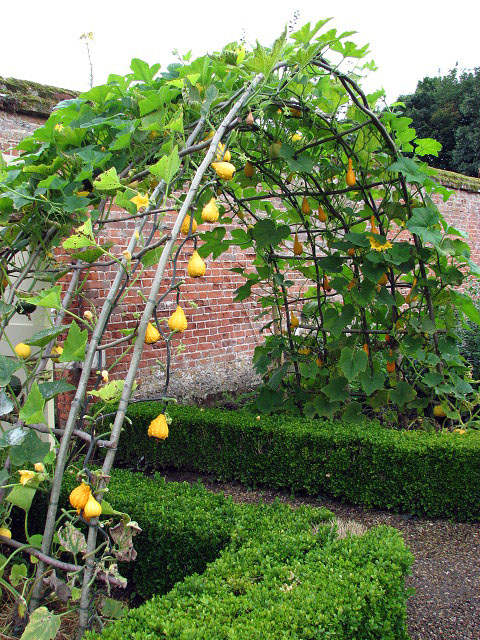
مدخل مسور لحصة حديقة في نورفولك، المملكة المتحدة.
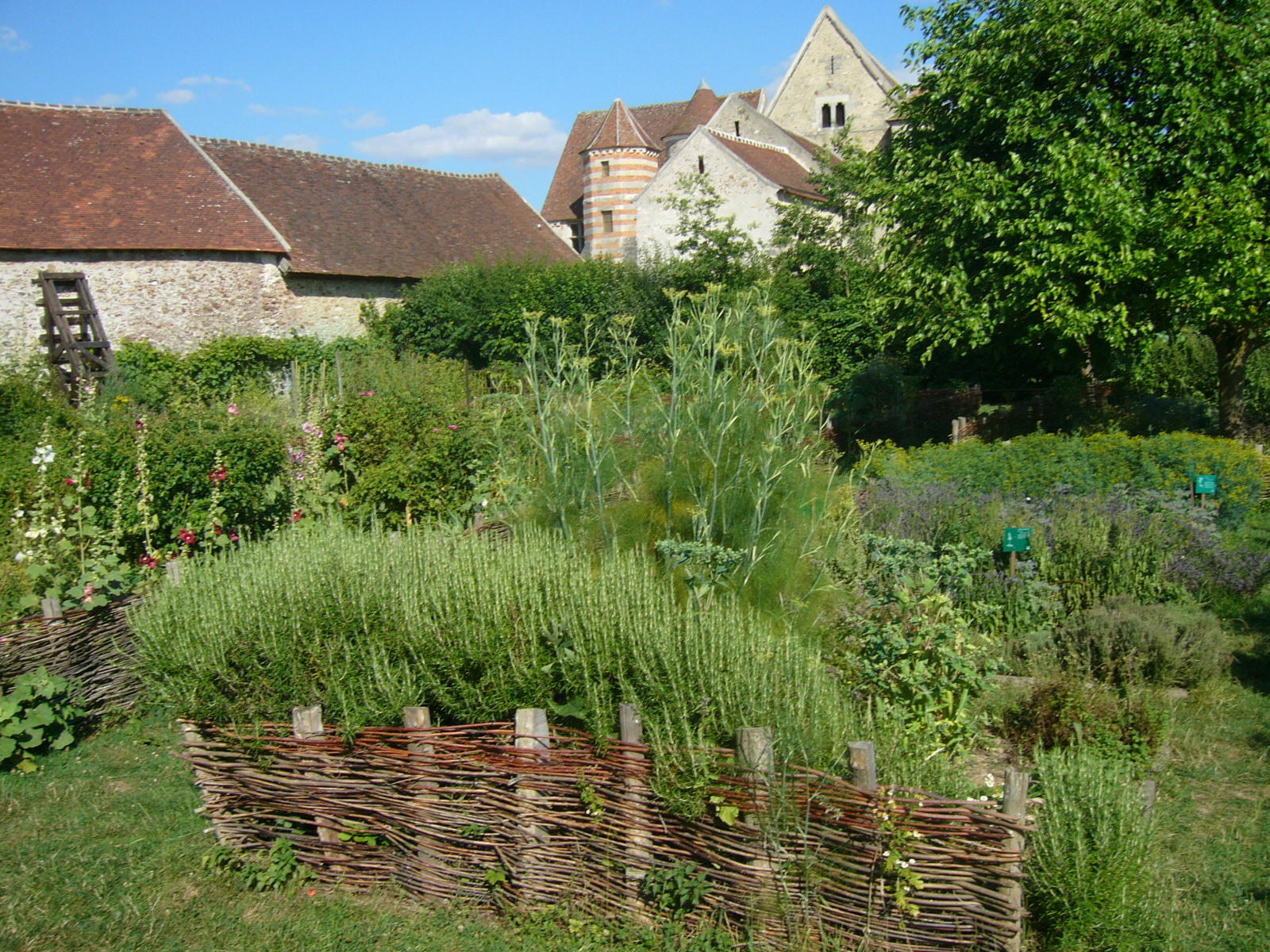
"حديقة العصور الوسطى" (إعادة إنشاء) في إيل دو فرانس، فرنسا.
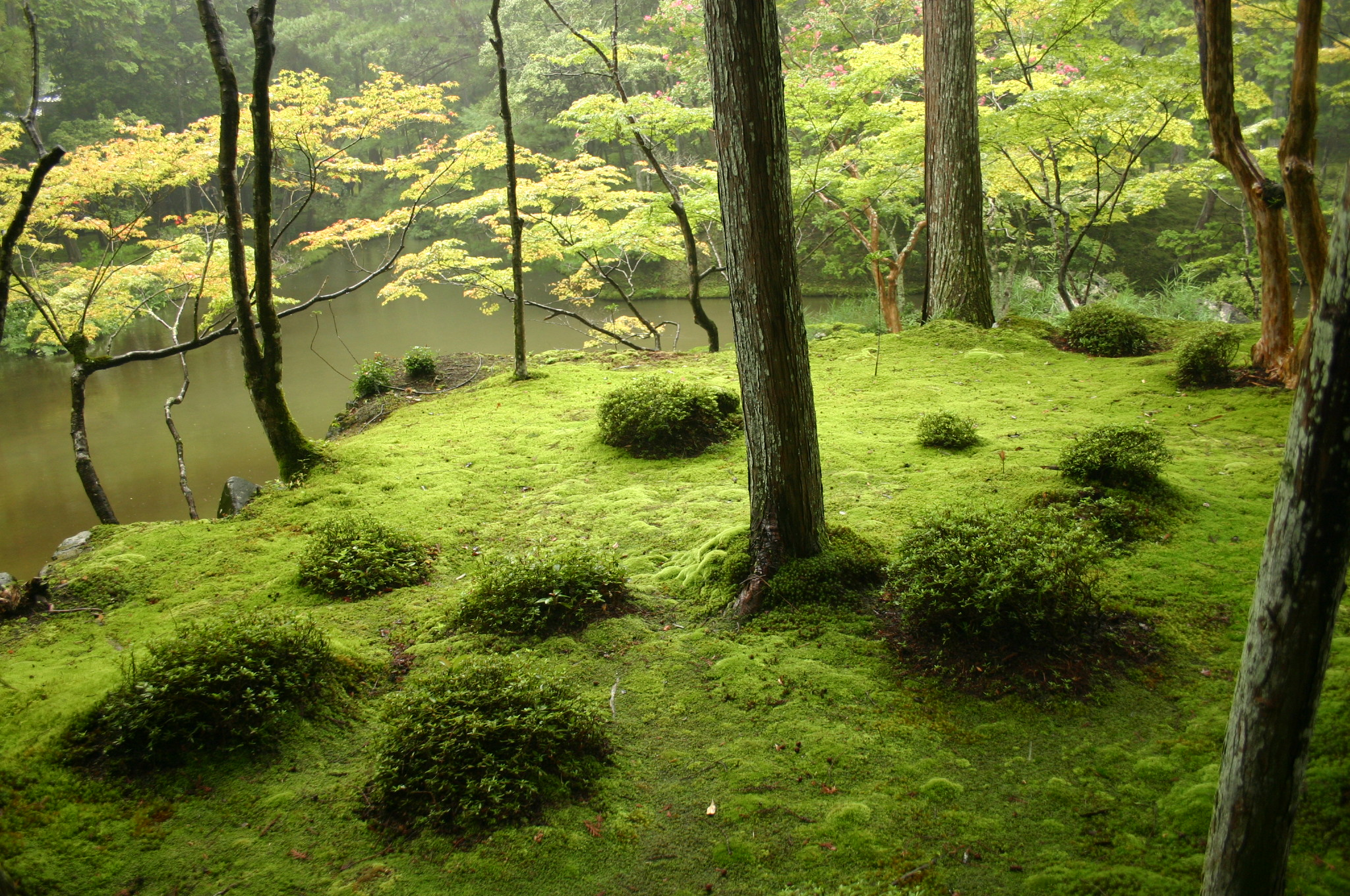
الأراضي الخشبية في "سايهو-جي" Saihō-ji في كيوتو، اليابان.
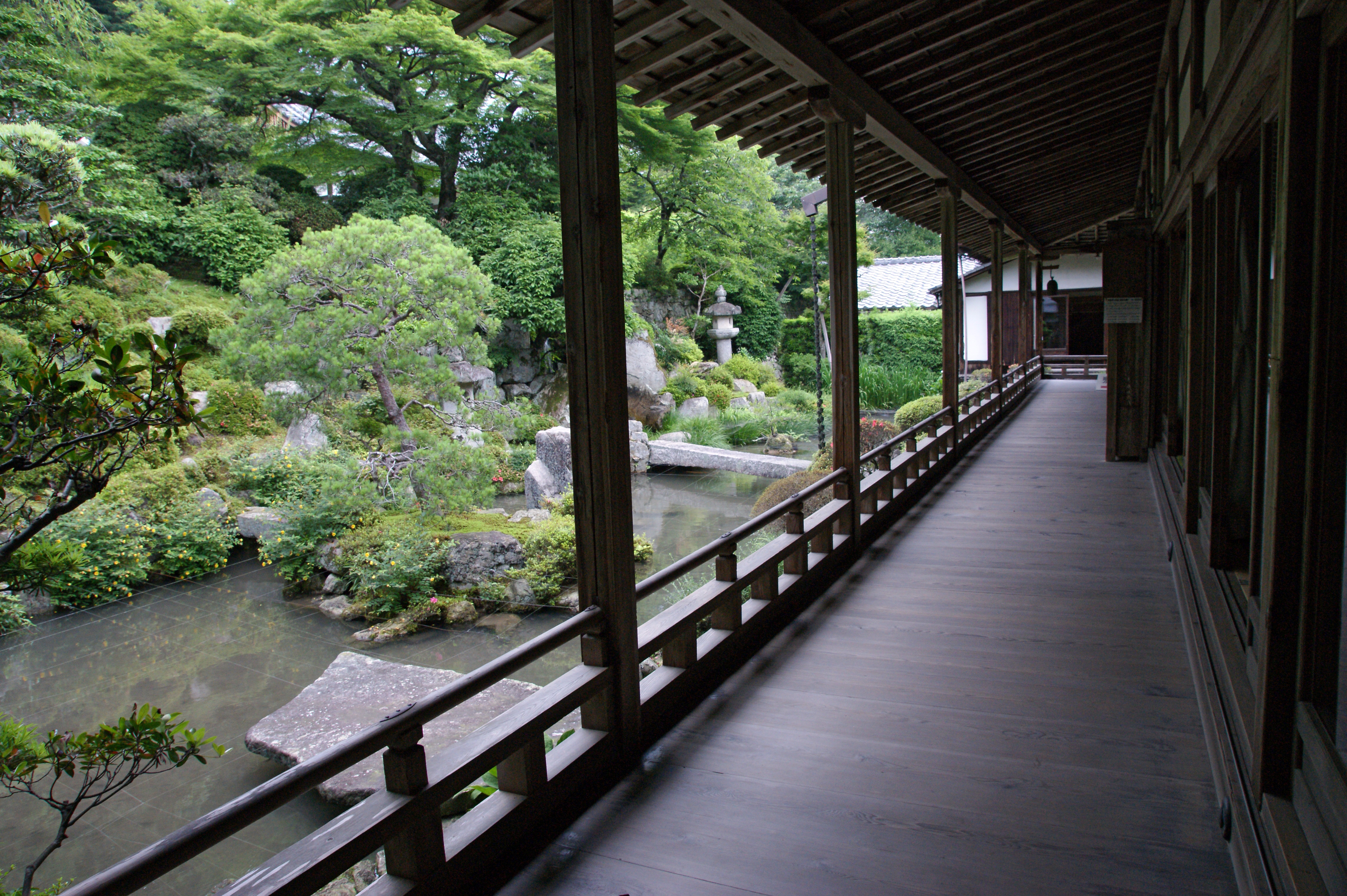
حديقة يابانية في "أوتسو" في "شيغا"، اليابان.
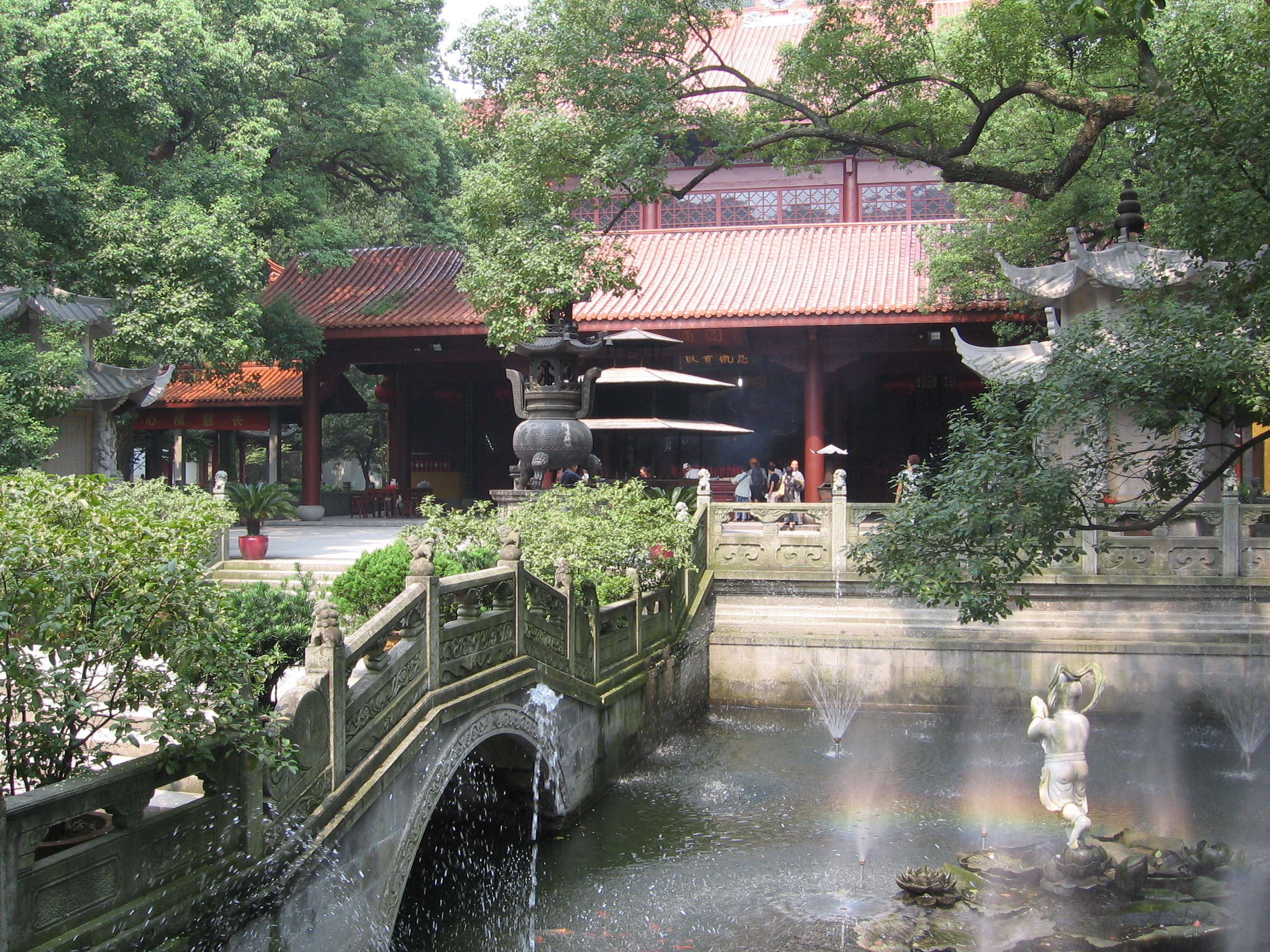
حديقة صينية.
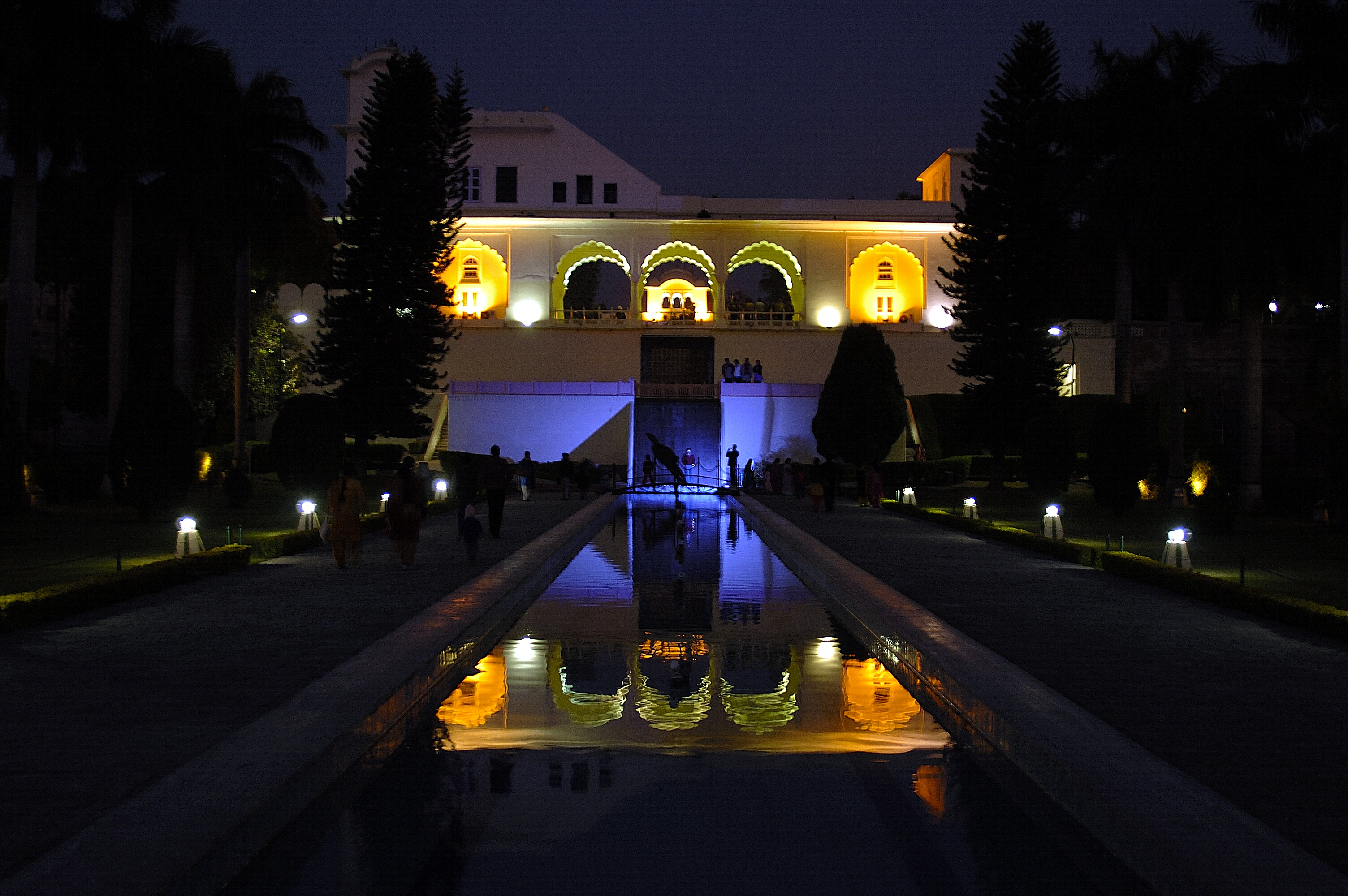
إضاءة الحدائق في الهند.
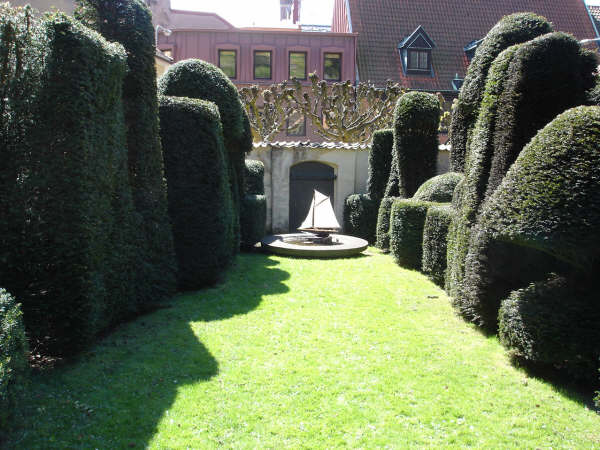
"توبياري" في هلسينغبورغ في السويد.
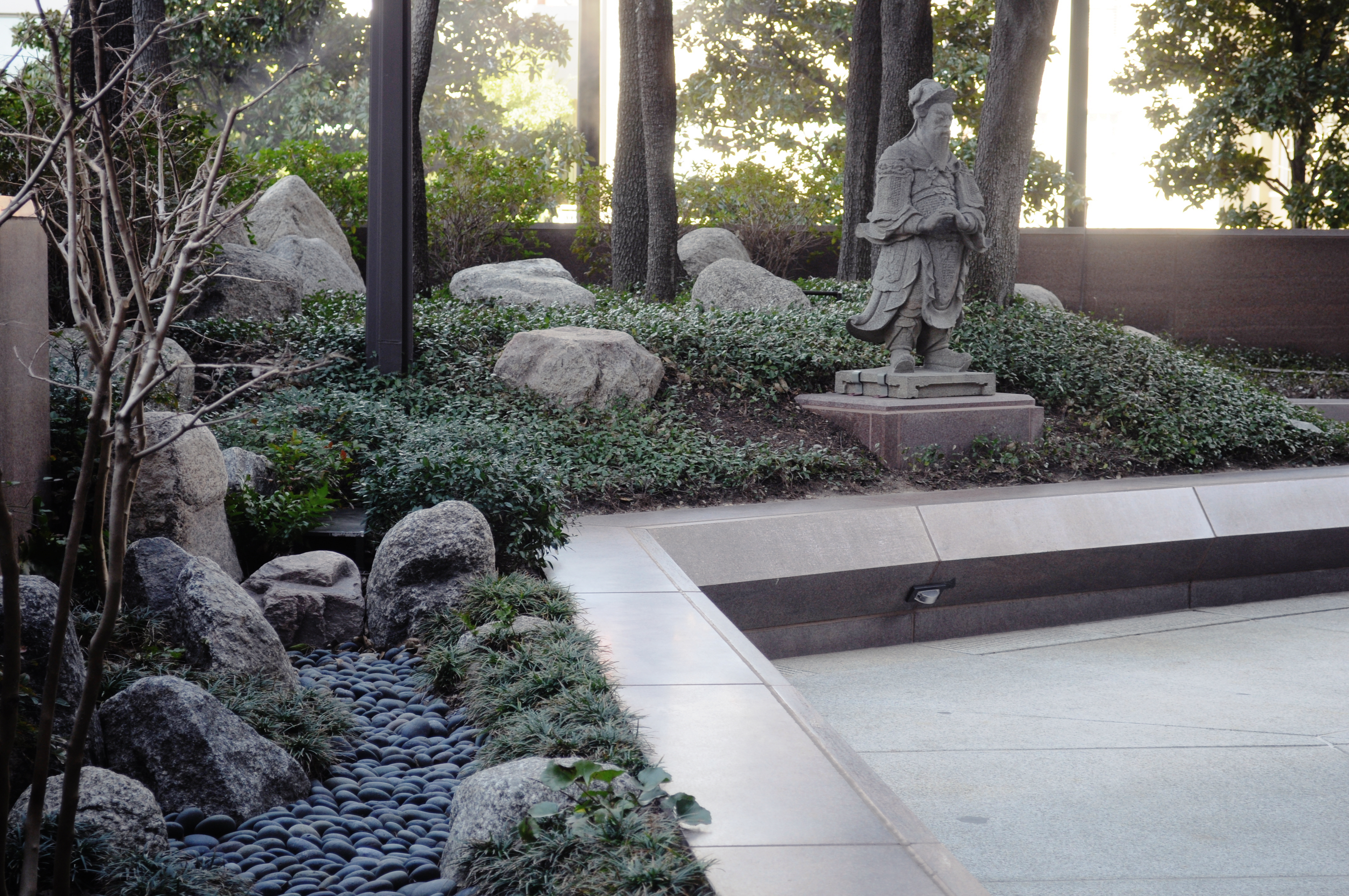
"حديقة نحت" الأسيوية في تكساس في الولايات المتحدة.
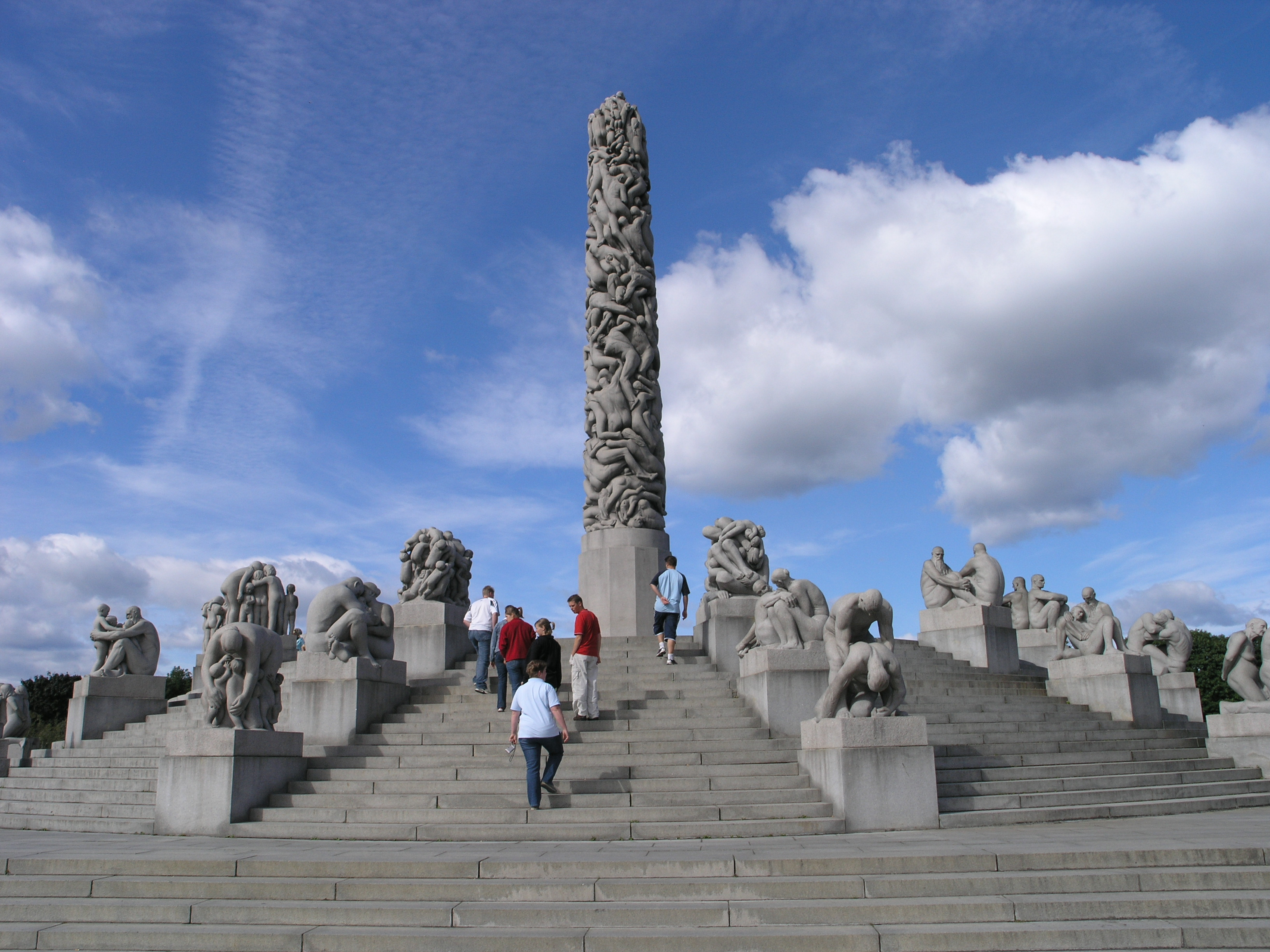
"جوستاف فيجلاند" "حديقة نحت" في أوسلو في النرويج.
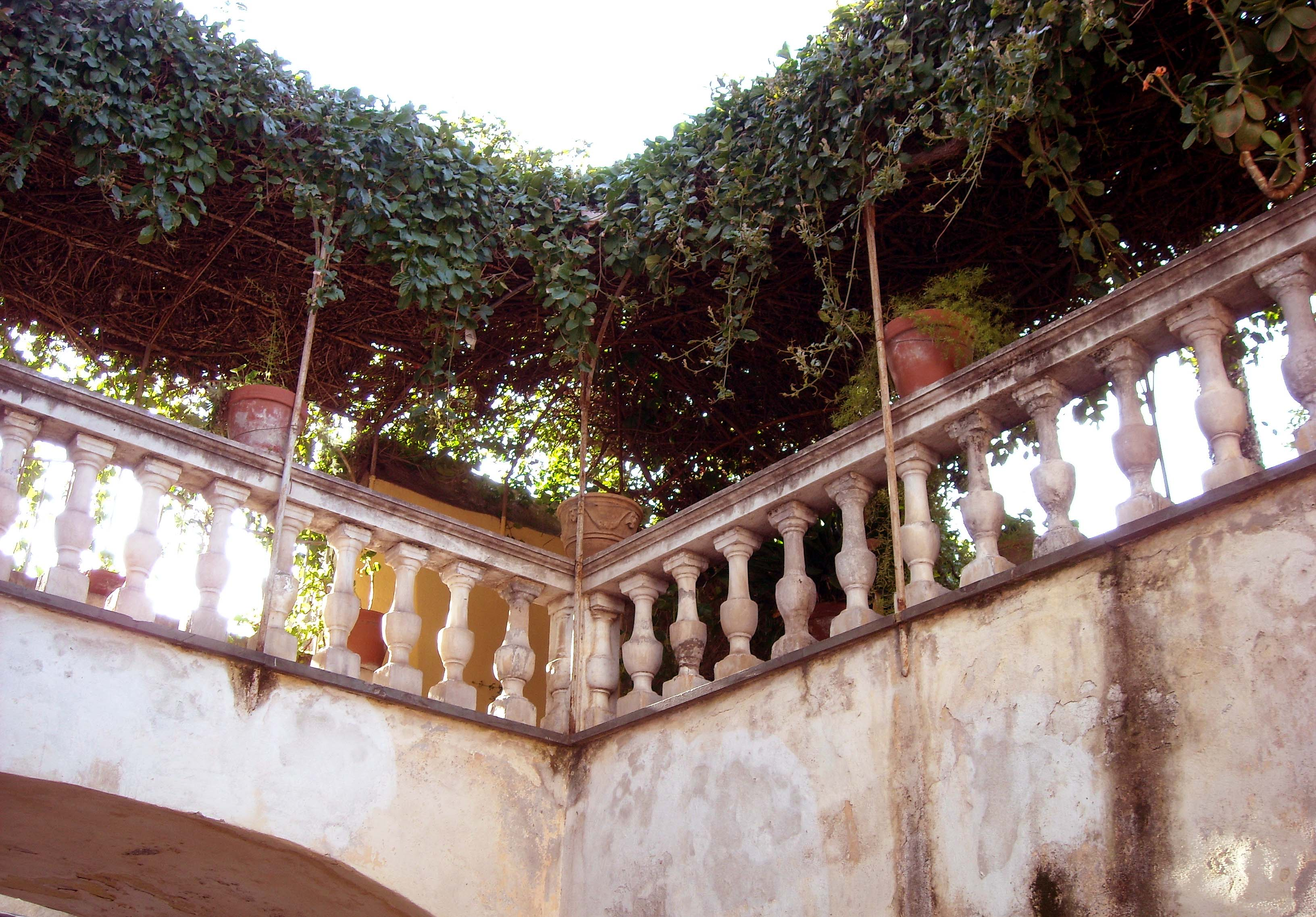
شرفة حديقة على السطح في "فنتيميليا" في إيطاليا.
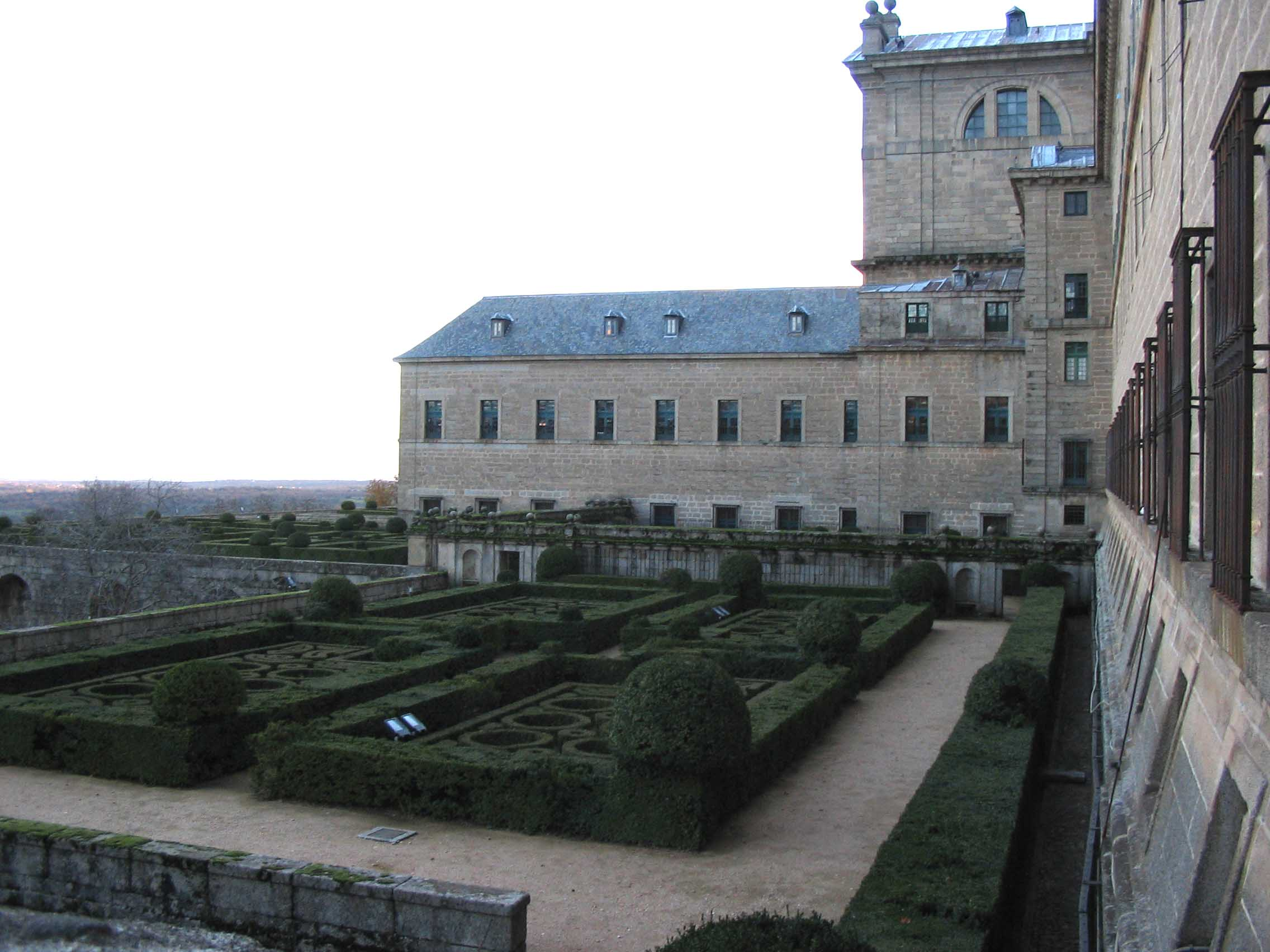
حديقة القصر الرسمية في الإسكوريال في مدريد في إسبانيا.
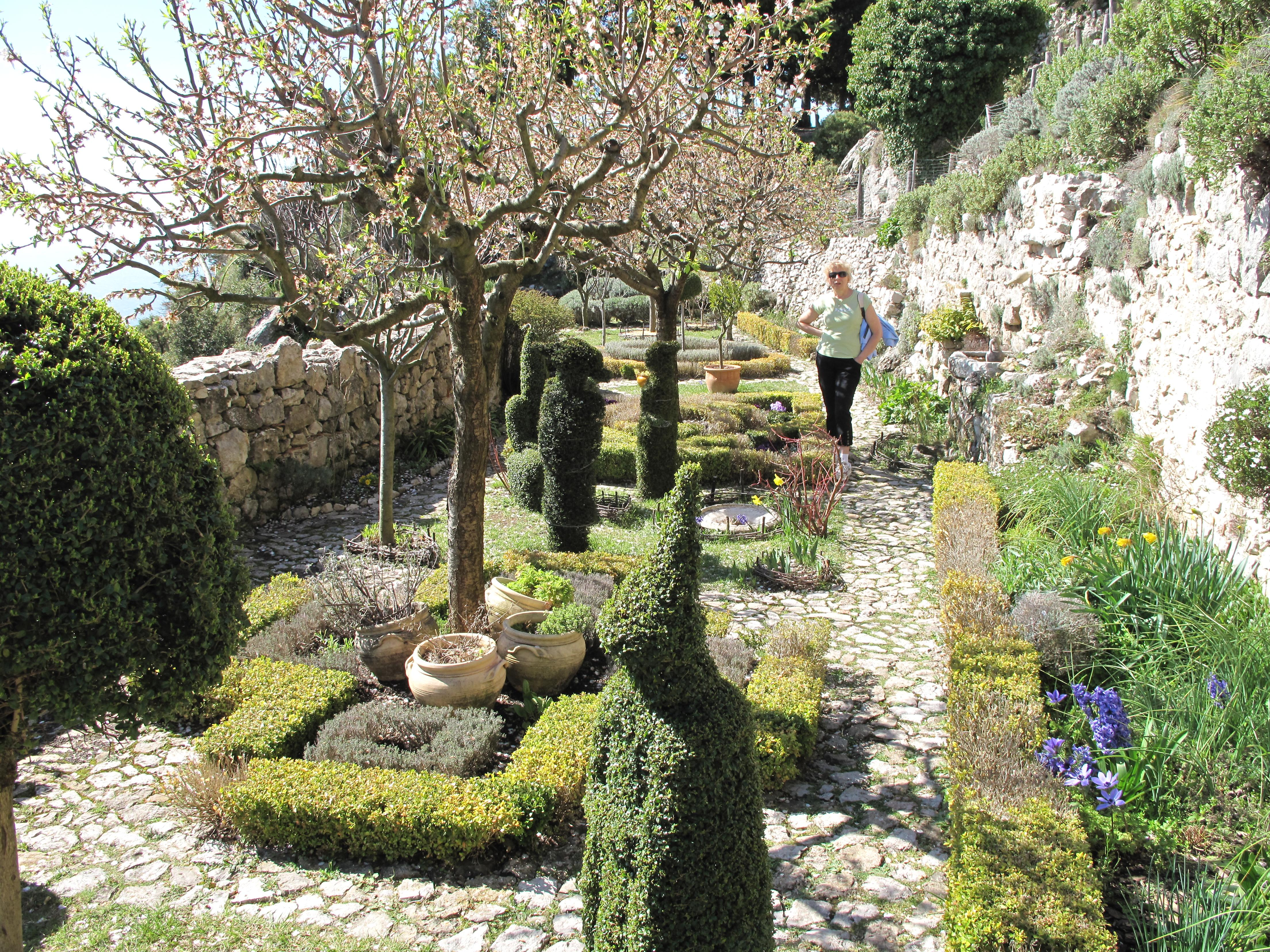
حديقة متوسطية في مقاطعة الألب البحرية Alpes-Maritimes في فرنسا.
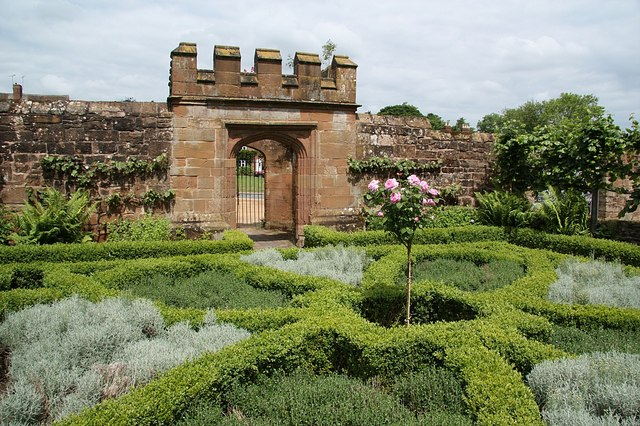
"حديقة أعشاب طبية" Herb garden في وركشير، المملكة المتحدة.
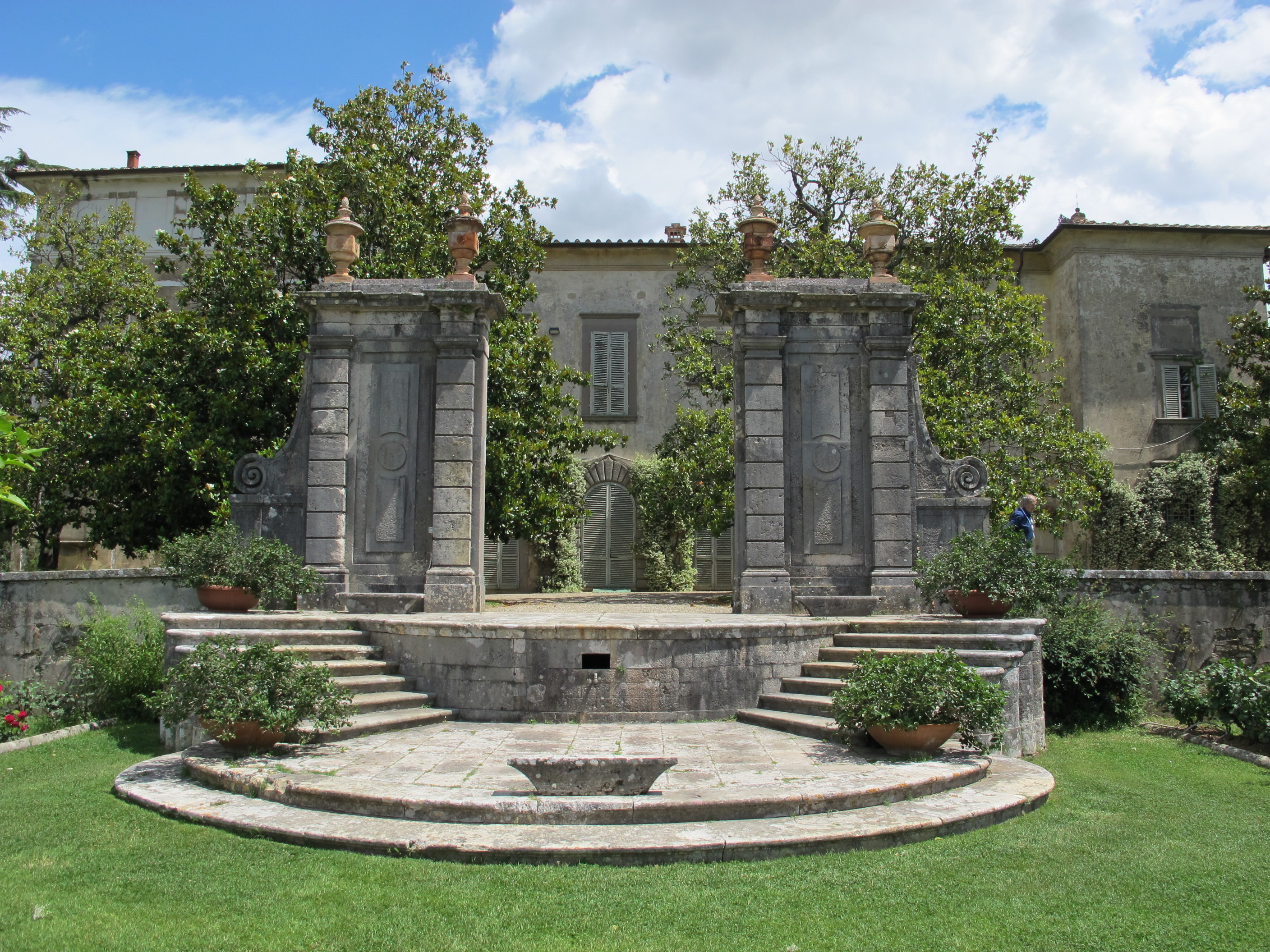
استخدام السلالم في فيلا "لا ماجيا" في كواراتا Quarrata، إيطاليا.
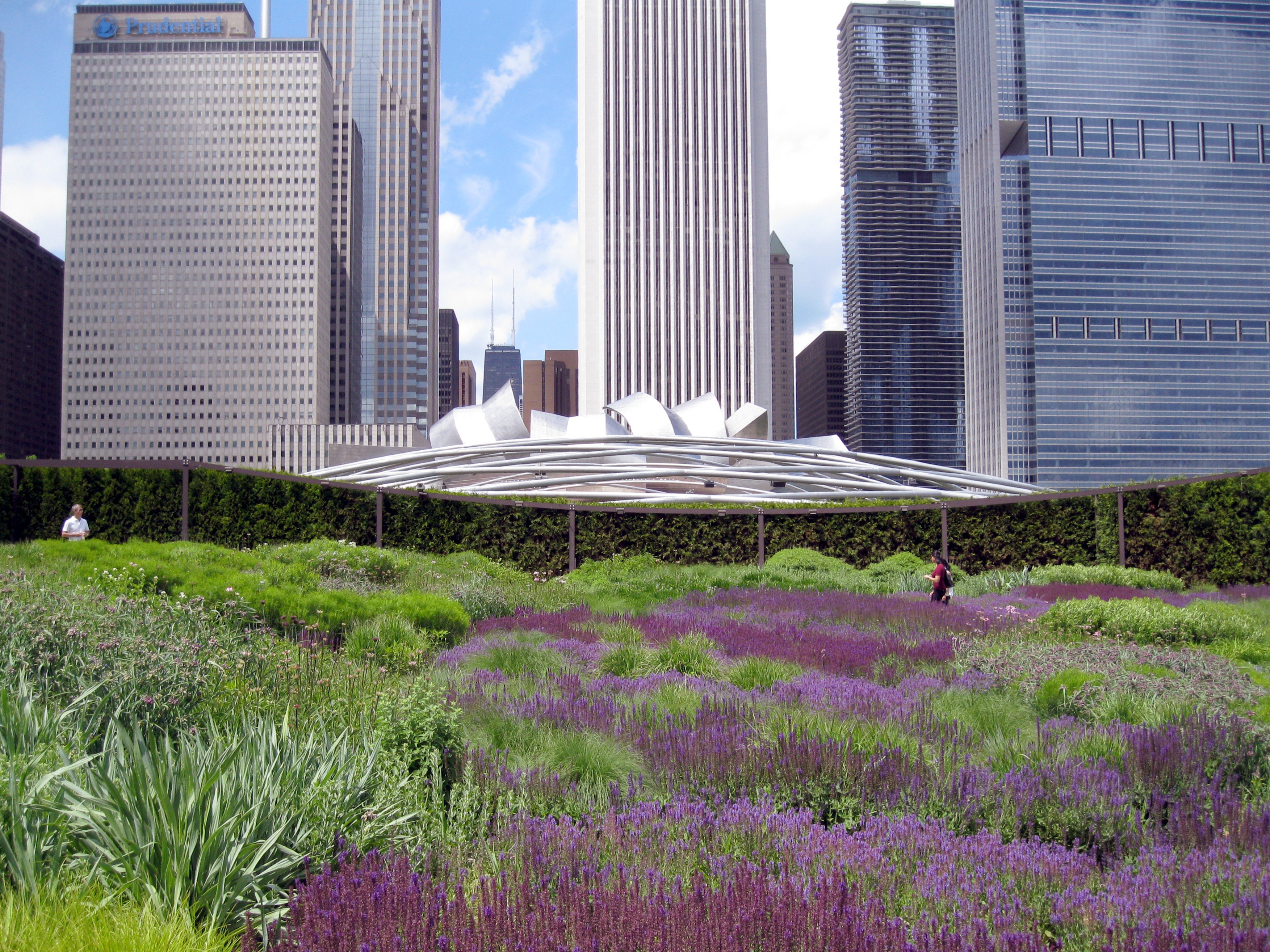
"حديقة لوري" في شيكاغو، الولايات المتحدة.
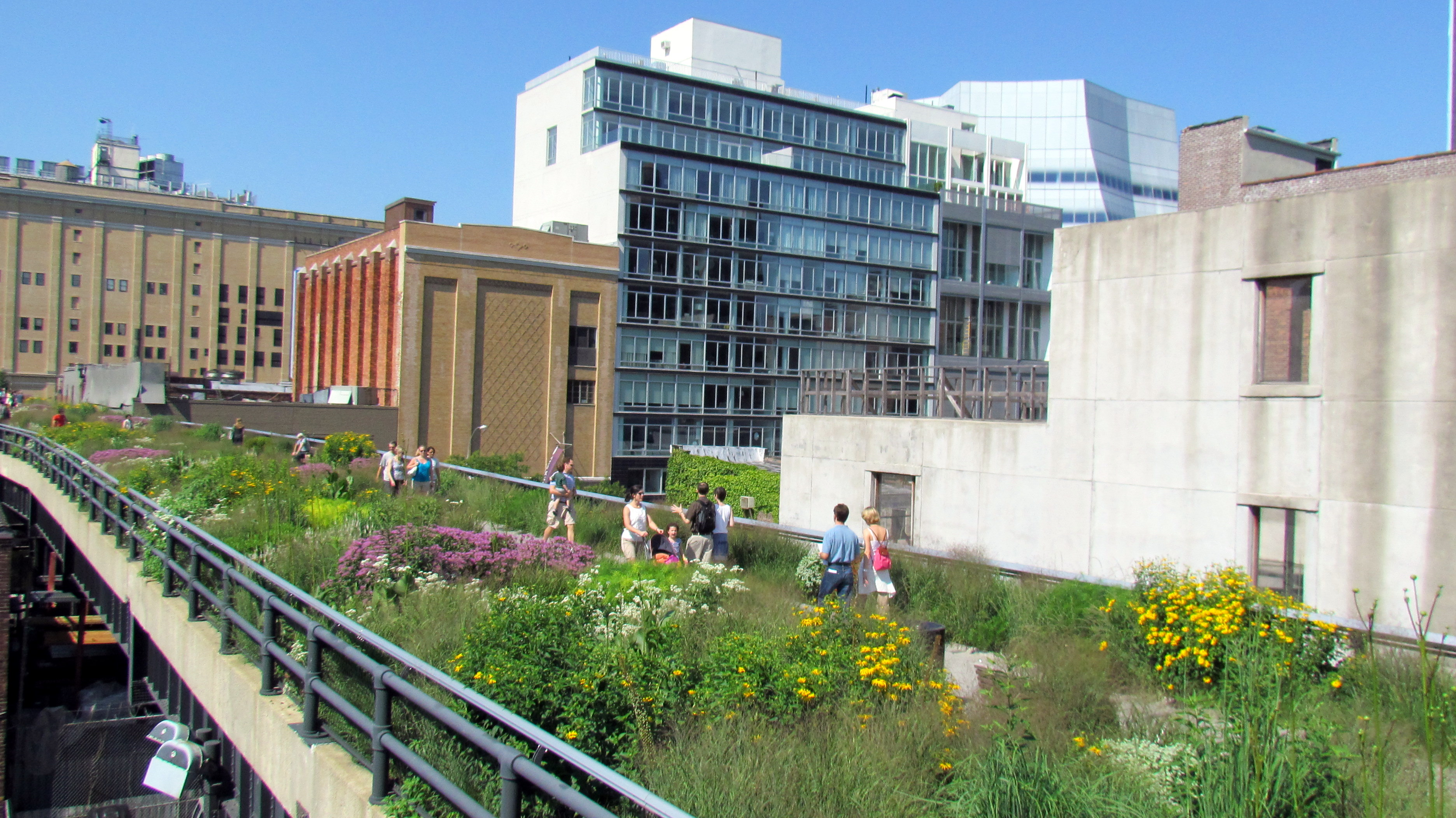
"هاي لاين" (القسم الثاني) منطقة أعيد استخدامها في نيويورك، الولايات المتحدة.
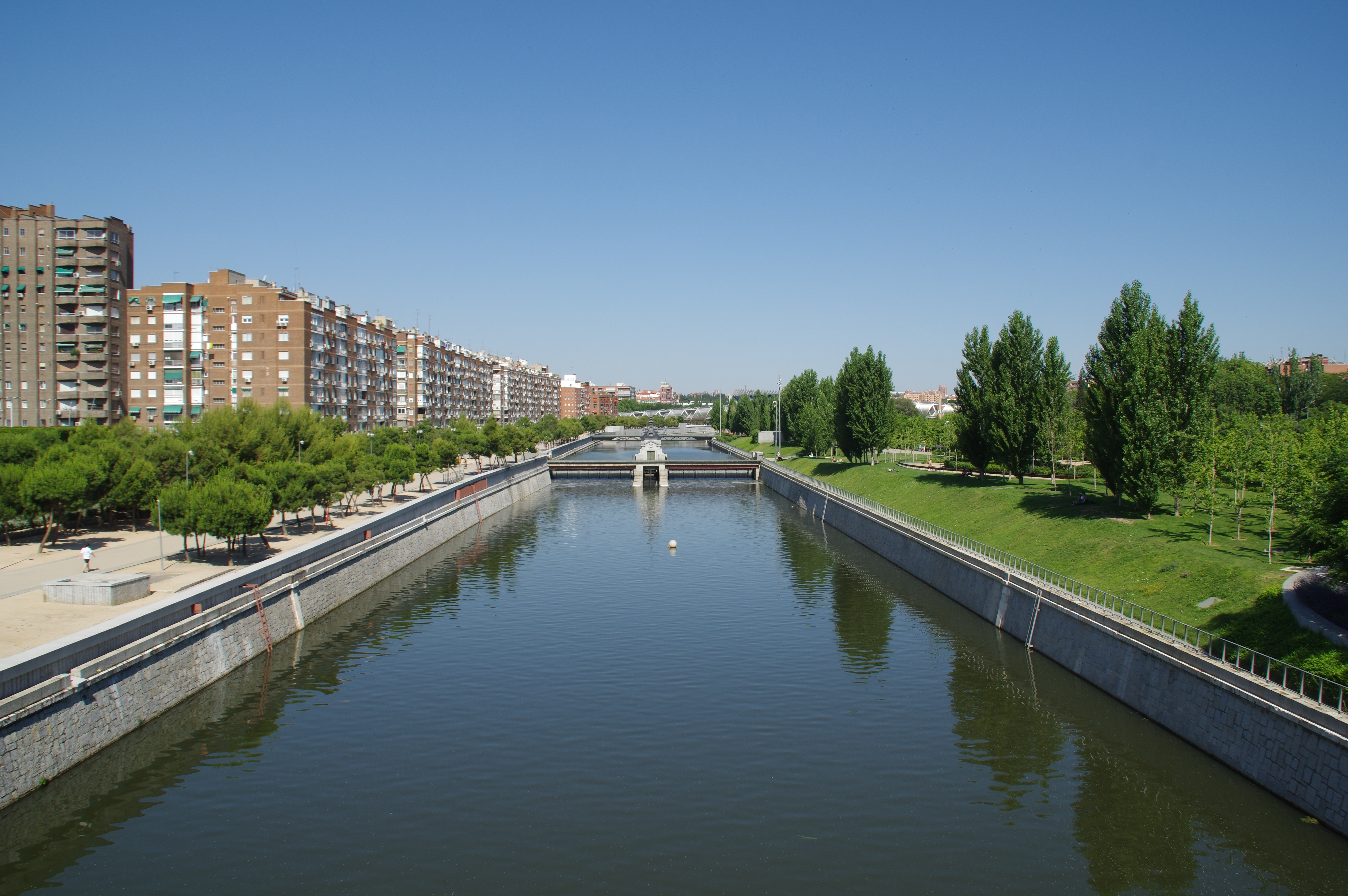
متنزه نهر مدريد Parque Madrid Rio الاستخدام الرسمي للمياه في مدريد، إسبانيا.
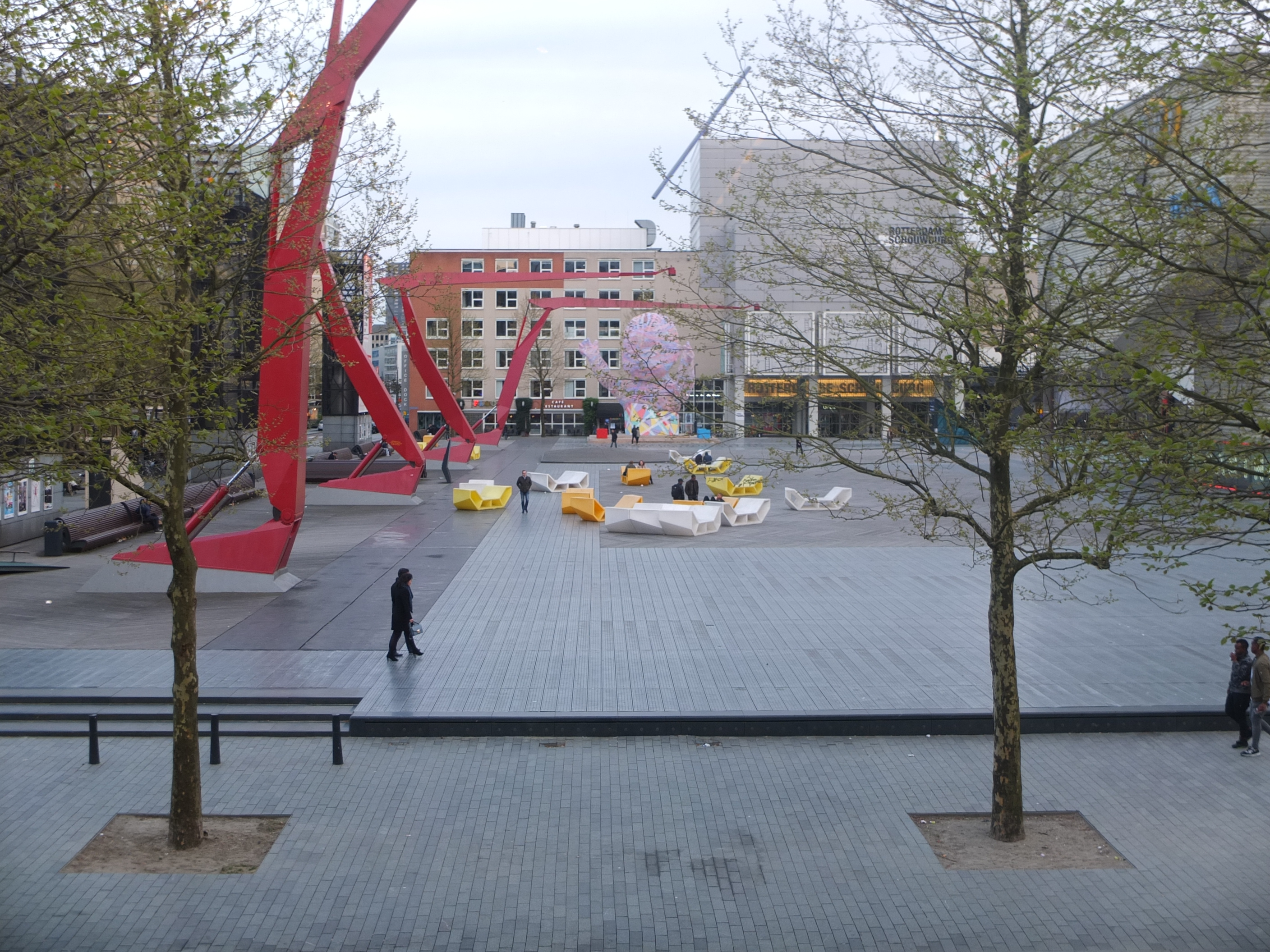
متنزه Schouwburgplein الحضري في روتردام، هولندا.
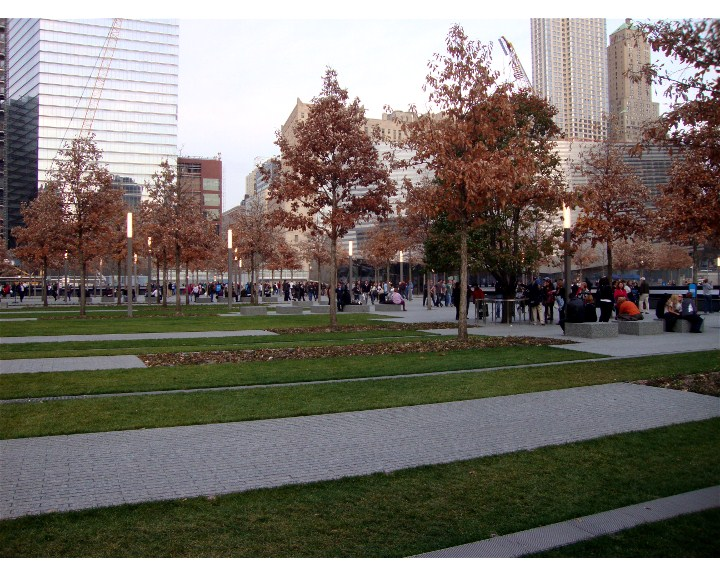
911 ميموريال بارك الحديقة التذكارية التي أقيمت مكان برجي التجارة العالمي بعد حادث (11/ 9/ 2001) في نيويورك، الولايات المتحدة.